# 福澤桃介
福澤 桃介（ふくざわ ももすけ、慶應4年6月25日〈新暦：1868年8月13日〉 - 1938年〈昭和13年〉2月15日）は、明治末期から昭和初期にかけて日本の電力業界を中心に活動した実業家である。福澤諭吉の婿養子にあたる人物。
埼玉県出身。旧姓は岩崎（いわさき）で、慶應義塾卒業後に諭吉の婿養子となり福澤家に入る。相場師として日露戦争後の好況期に株式投資で財を成し、実業界に転じた後は主として電気事業に関係、名古屋電灯社長や大同電力社長を務めて木曽川の水力開発を主導するなど多数の電力会社を経営した。電力業界での活動により「電気王」「電力王」と呼ばれるに至る。実業家としての活動の傍ら1期のみだが衆議院議員も務めた。
長男は東亞合成初代社長などを務めた福澤駒吉。実妹に歌人の杉浦翠子がいる。

## 概要
福澤桃介は、大正後期から昭和戦前期にかけての日本の電力業界で突出した規模を持った電力会社5社、通称「五大電力」のうち、木曽川開発などを手掛けた大同電力の初代社長と、中京・九州地方を地盤とした東邦電力の相談役を務めた実業家である。東邦電力の中京地方における前身会社で、大同電力の母体にもなった名古屋電灯の社長も務めた。電気事業での活動により「電気王」「電力王」の異名を取る。
現在の埼玉県比企郡吉見町出身。慶應4年（1868年）の生まれで、幼少期は現在の川越市で育つ。16歳のとき上京し福澤諭吉の慶應義塾に入る。卒業時に諭吉から次女の房と結婚して婿養子となるよう誘われ、養子入りして岩崎桃介を改め福澤桃介を名乗る。2年半のアメリカ留学を経て帰国後に房と正式に結婚した。帰国直後の1889年（明治22年）より北海道炭礦鉄道（後の北海道炭礦汽船）に社員として勤めるが、結核を患い辞職。療養生活中に株式投資に手を染めた。回復後に貿易商を開業し王子製紙取締役としても務めるが長続きせず、元の北海道炭礦鉄道に復帰した。
1906年（明治39年）に会社員生活を辞め実業界に入る。その頃に生じた日露戦争の戦後景気に乗じて財を成すとともに、起業ブームの中で複数の会社設立に関係した。起業に加わった会社の一つに日清紡績（現・日清紡ホールディングス）がある。同時期には複数の業種にまたがり投資活動をしていたが、やがて電気事業への投資とその経営に落ち着いた。電気事業では九州地方の事業に対する投資を手始めに各地の事業に広げたが、特に愛知県の名古屋電灯に対しては1909年（明治42年）より大規模に株式を買収し始める。同社では経営の実権を握り常務取締役を経て1914年（大正3年）に社長まで昇った。大正初期までは都市ガス事業にも積極的で、1910年（明治43年）に日本瓦斯という持株会社を立ち上げ、地方都市でガス事業の起業にあたっている。また実業界での活動の傍ら、1912年（明治45年）から1914年にかけて衆議院議員を1期のみ務めた。
名古屋電灯の経営に参画した桃介は、同社が以前から水利権を持っていた木曽川の開発を本格化させるという役割を担った。1918年（大正7年）、名古屋電灯の開発部門を独立させ木曽電気製鉄を設立し社長となる。次いで開発電力を京阪神地方へ送電すべく大阪送電を設立し、1921年（大正10年）には両社などの統合によって大同電力を立ち上げた。桃介は大同電力の初代社長に就任する一方、名古屋電灯については同社を関西電気とした段階で社長から退き、九州における電気事業（1912年より九州電灯鉄道と称する）を任せていた慶應義塾の後輩松永安左エ門に経営を譲った。関西電気は翌1922年（大正11年）にその九州電灯鉄道と合併し、東邦電力へと発展した。
名古屋電灯に代わって桃介の本拠となった大同電力では1920年代を通じて木曽川開発を推進し、大井ダムなどを完成させた。電源開発が一段落した1928年（昭和3年）に桃介は実業界引退を宣言して大同電力や傍系会社の社長職を相次いで辞任する。その後一時期実業界に復帰したものの1932年（昭和7年）をもって隠居し、1938年（昭和13年）に死去した。

## 経歴

### 生い立ち

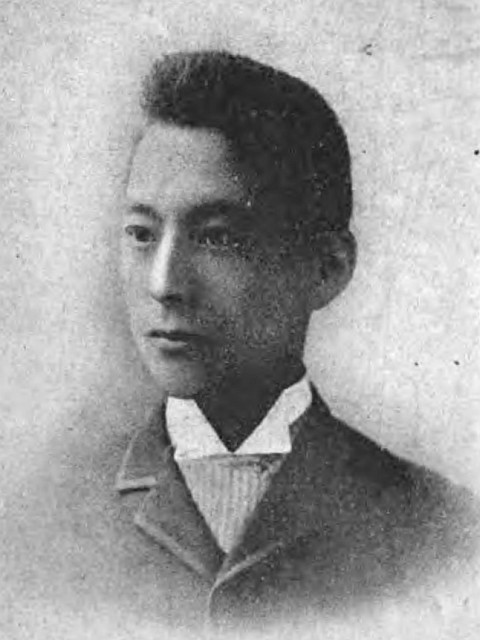
若き日の福澤桃介

福澤桃介、旧名岩崎桃介は、慶應4年6月25日（明治元年、新暦：1868年8月13日）、武蔵国横見郡荒子村（現・埼玉県比企郡吉見町大字荒子）に生まれた。父は岩崎紀一、母はサダといい、桃介はその次男、男女各3人の6人兄弟の2番目として生まれた。
父の紀一は足立郡原市町（現・上尾市）の名主矢部家の出身で、岩崎の本家も代々名主を務める家柄であったが、紀一が婿養子に入ったサダの家（桃介の生家）は末端の分家であり、少しの土地を持つのみの水呑百姓であった。農業だけでは生活できないため生家は荒子村で雑貨・荒物を扱う商いも手がけていたが、1874年（明治7年）、桃介と2人の妹が生まれたところで最寄りの町である入間郡川越町（現・川越市）に移り住み、ここで提灯屋を開業する。同年から桃介は川越の小学校へ通うようになったが、貧乏で下駄を買うのが容易でないため裸足で小学校へ通学したという。1878年（明治11年）川越に第八十五国立銀行が設立されると、父紀一が提灯屋を廃業して同銀行に勤めるようになり家計はやや楽になった。
学問好きということで小学校へ通いつつ川越の漢学塾にも学び、卒業後は父の実家に預けられて原市町の漢学塾へ通う。兄の育太郎は小学校を出るとすぐ丁稚奉公に出されていたが、桃介は学問ができるということで続いて川越城址にあった中学校へ進んだ。中学校を出た後も政治家を志し上京して学問を続けようということになり、周囲の助言に従って妻が川越出身という真野観我に仲介してもらい、真野が教師を務める福澤諭吉の慶應義塾へと入学した。1883年（明治16年）夏、16歳のときのことである。

### 福澤家入り

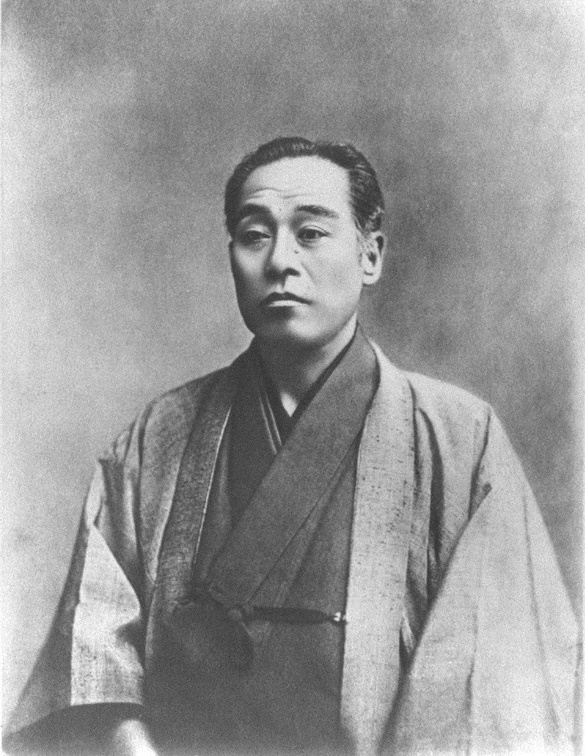
義父福澤諭吉

桃介の慶應義塾在学は1883年から1886年（明治19年）までの3年間である。諭吉からの評価は「随分元気よき少年にて本塾にても餓鬼大将と申したる人物」（長男一太郎に充てた紹介より）というものであった。
在学中、慶應義塾の名物となったものに運動会があった。運動会で桃介は駆け足が得意で、しかも水彩画が上手な同窓生に頼み奇抜なライオンを描いた白いシャツで出場したため目立つ存在であったという。この運動会は福澤諭吉も妻や娘を連れて見物しており、学生の運動振りを見ながら娘の婿選びの機会になっていると噂されていた。そうした中、運動会での桃介の活躍が諭吉の妻・錦の目に留まる。当時、福澤家では諭吉次女の房（ふさ）に結婚問題が起きており、桃介は婿候補となったのである。長女の里も錦に賛同し、諭吉も乗気になって桃介は房の結婚相手に決定された。福澤家側は卒業後の洋行（留学）費用を出すという条件で桃介を婿養子に誘い、桃介の側もこれを承諾して養子入りが決定。1886年12月17日付で、房との結婚を前提に桃介は福澤家へ養子入りして福澤家の人間、すなわち福澤桃介となった。
桃介自身はこの養子入りについて後に自著にて、世間では諭吉が桃介を将来有望の青年と思って養子にしたと思われているが実際にはそうでない、と述べている。また、洋行のために養子になるのは情けないと後悔し当時は非常に残念に思ったという。福澤家に入って1887年（明治20年）2月2日、横浜港よりアメリカ合衆国へと出発し、翌月に留学中の義兄一太郎のいるニューヨーク州ポキプシーに到着した。アメリカではまず語学学校に通い、4月からイーストマン・ビジネス・カレッジ (Eastman Business College) に入る。同校を8月に卒業すると、次いでボストンにいた義兄捨次郎のもとへ移りボストン近郊の語学学校へ通った。
滞米2年目の1888年（明治21年）1月からはフィラデルフィアに移り、当時アメリカ最大の鉄道会社であったペンシルバニア鉄道に事務見習いとして入った。その後は同社にあってその鉄道網を乗り潰し、語学勉強を除いては留学というより修学旅行のようであったという。フィラデルフィア時代には留学生仲間の岩崎久弥・串田万蔵・伊丹二郎・成瀬正恭・岩崎清七・松方幸次郎らと交流した。留学の予定は1890年（明治23年）までであったが、結局大学の学位を取ることなく予定を早めて帰国することとなり、1889年（明治22年）11月15日横浜港に帰着した。帰国後の12月に房と結婚し、同月23日付で戸籍上の分家の手続きを済ませた。

### 北海道炭礦鉄道へ入社

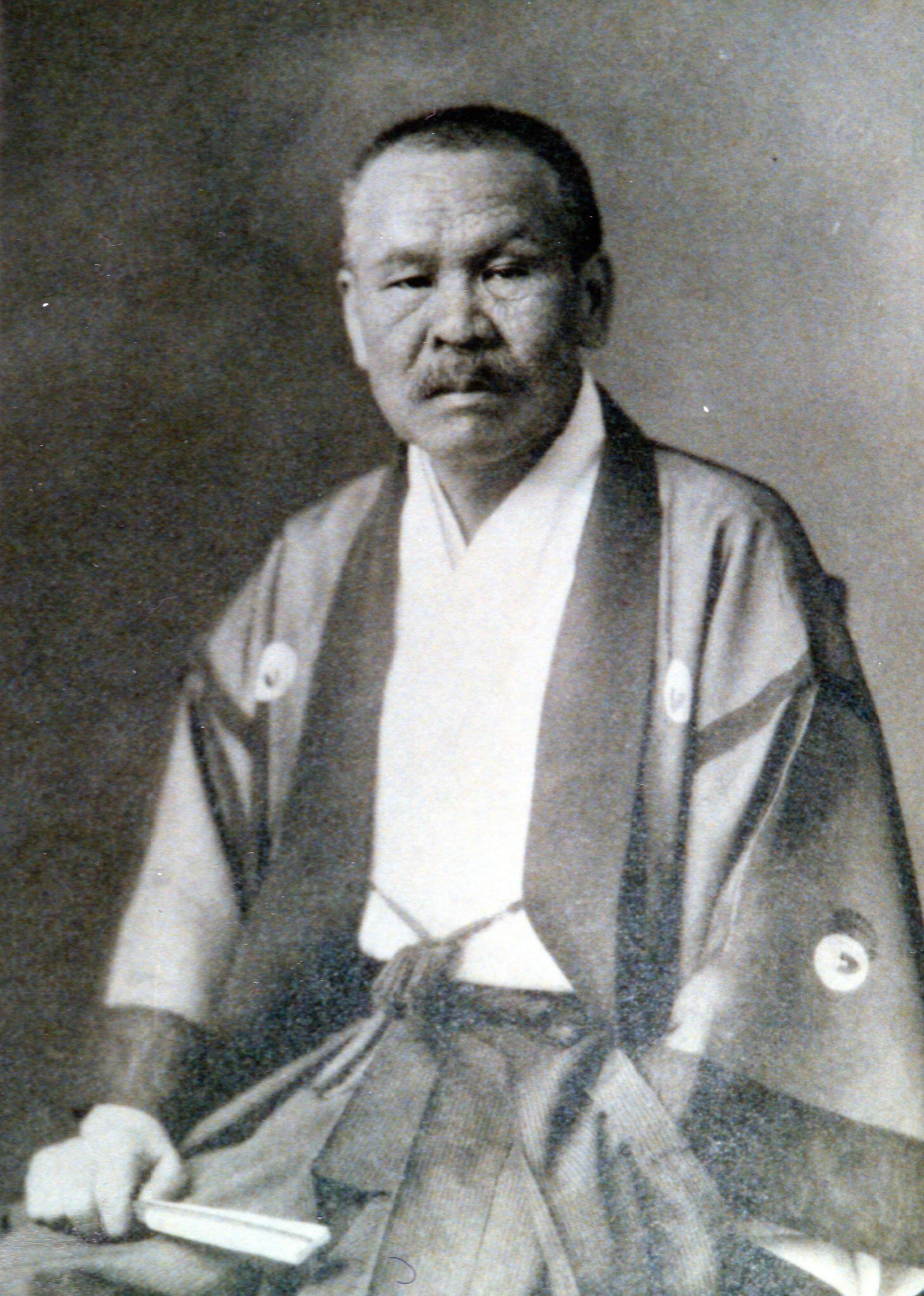
北海道炭礦鉄道時代の上司井上角五郎

桃介が帰国する直前の1889年11月、北海道炭礦鉄道（後の北海道炭礦汽船、通称「北炭」）が設立された。設立の中心となったのは堀基で、福澤諭吉も設立に助力していた。この北炭に、桃介は諭吉の口添えもあって1889年12月31日付で入社する。しばらく東京にて鉄道の事務見習いをした後、1890年4月北海道へ赴任し、夫婦で札幌市へと移り住んだ。
北海道での生活は長くなく、最初の冬を前に房が長男駒吉（1891年1月誕生）を妊娠したので10月に夫婦そろって東京へ戻る。北海道では運輸の仕事に従事していたが、東京に戻った丁度その頃、北炭では東京に支店を構えてシンガポールなどへと石炭を輸出することになったため、外国語ができるということで桃介はそのまま東京に留まり、石炭販売担当に転じた。こうして東京にて石炭販売の主任となった桃介は、名古屋にて愛知石炭商会を経営していた下出民義らと取引をするようになった。
1893年（明治26年）4月上旬、北炭社内の大改革により免職となるが、5月25日に専務理事として井上角五郎が入社した後、6月1日付で支配人に準ずる待遇の重役付雇員として会社に復帰した。井上によると、更迭された初代社長の堀基に代わって新社長となった高島嘉右衛門が経営に易断（高島易断）を持ち込み、社員の免職を占ったところ、桃介は免職と出たため実際に免職されたのだという。再入社後の桃介は井上の下で社内改革に従事した。

### 病気と株式入門
北炭に勤めていた1894年（明治27年）夏、会社が石炭運搬のため購入した船舶の検査を横浜で行っていた際、そこで喀血してしまう。結核と診察され、諭吉が関与していた北里柴三郎の病院「養生園」に入院することとなった。入院生活中、薬の飲みすぎで胃腸を悪くし衰弱したので、やがて神奈川県の大磯へと移り、東京の忙しい生活を離れて静養するばかりの日々を過ごした。
結核を患い静養を余儀なくされたことが桃介が株式投資を始める契機であった。自身が後に語るところによれば、養家の世話になってもよい家族の分は別として、自分の生活費が尽きてしまうのが心配であった上に、日々退屈であったので、病床でも何かできることはないかと考えて株式投資を思い立ったという。これまで倹約していた上に三田の諭吉本邸に附属する家に住んでおり家賃がなかったことから当時すでに3000円の貯金があり、ここから1000円を割き資本として投資を始めた。当時は日清戦争が終戦を迎える頃で、初心者でも買えば必ず利益があがる時期であった。
1年ほど経って健康を回復したので仕事に復帰しようと思い立ち、1895年（明治28年）12月仲買に命じて買い玉の大阪鉄道株などを清算してみると、約10万円の利益が手元に残った。一財産ができ長期の療養生活で健康も回復したため国内各地の温泉・海水浴場を巡る旅行に出かける。1895年10月18日付で北炭を退社していたが、翌1896年（明治29年）には元上司井上角五郎の大陸出張に同伴して上海・香港まで同伴した。1897年（明治30年）11月には福澤家の厳島旅行に随行する。諭吉には株式投資のことを内密にしていたため旅行中には相場の確認さえできず、旅行から帰ってみるとそれまでの利益の半分が消えていたという。
療養中にあたる1895年秋、家業を継ぐため郷里の九州へ帰っていた松永安左エ門が慶應義塾に復学した。その頃桃介は諭吉の元におり、この後輩松永と懇意になった。松永が法律科を出る際には桃介が相談に乗り、日本銀行（総裁は慶應義塾出身の山本達雄）への入行を斡旋している。

### 丸三商店の失敗

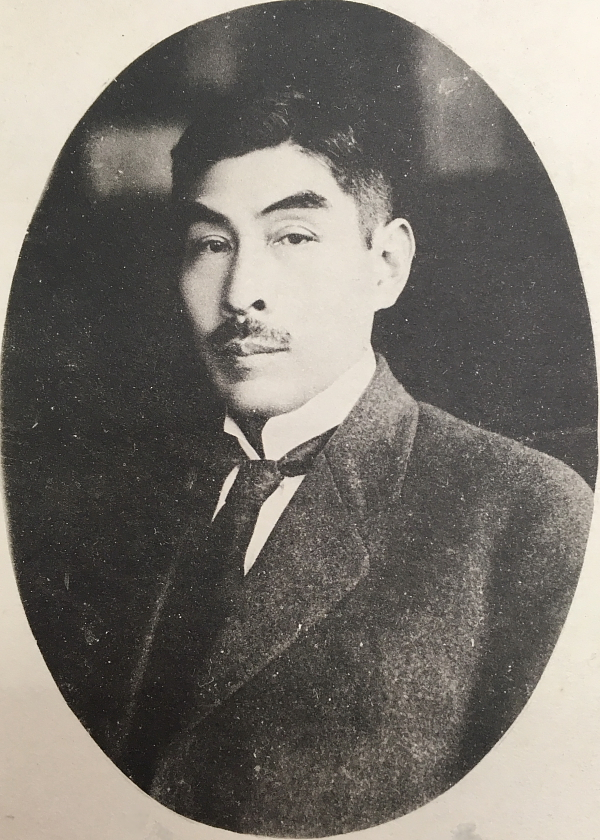
慶應義塾の後輩松永安左エ門

1898年（明治31年）9月24日、三井財閥系の製紙会社王子製紙の取締役に選任された。遊んでばかりいるのを心配した親戚の中上川彦次郎による斡旋であった。続いて1899年（明治32年）、健康が回復したということで独立した商売人を志して貿易商「丸三商店」（「丸三商会」とも）を旗揚げした。本店を東京の三十間堀に構え、北海道産の鉄道枕木やその他国内からの一般雑貨を中国北部へ輸出するということで小樽と神戸に支店を配し、後に中国大連にも支店を設けるという陣容であった。このうち神戸支店長には日本銀行に入れていた後輩の松永安左エ門を1年で辞職させて登用している。店の支配人は慶應義塾元幹事の益田という人物で、松永曰く、桃介が諭吉のへそくりをいくらか借りたので財務監督のために送り込まれたらしいという。
丸三商店では中上川が経営し他に友人も多数在籍する三井銀行と金融の取引をしていた。しかし途中で方針が変わった模様で融資を断るようになる。後年に桃介が聞いたところによると、これは貸付課長の村上定が取引先の返済能力を調査する試験を始めたためだという。加えて同時期、慶應義塾の先輩である森下岩楠が経営する東京興信所が、丸三商店の取引先からの問い合わせに対し福澤桃介の信用は絶無、資産は僅少である旨を報告した。興信所の報告によって取引先が離れ、銀行からの融資も断られた丸三商店は早々に行き詰ってしまう。諭吉にも「眼玉の飛出るほど」叱られたという。この失敗で興奮したためか病気が再発し、神戸に出張する途中で倒れて京都の同志社病院に一時期入院した。
丸三商店の失敗を機に桃介は自分をいじめた者には強く当たろうと決心し、慶應義塾は敵であるとすら考えたという。また松永が神戸から病院に急行すると、桃介は福澤家の養子を今日限りで止めて旧の岩崎姓に戻ると言って聞かなかったとのことである。帰京すると三田の旧宅に留まるのが面白くないということで大森の田圃の中にあった一軒家を借り、静養も兼ねて謹慎の日々を送る。王子製紙取締役についても、三井財閥との関わりが深い井上馨と反りが合わず、1900年7月19日付で辞任した。丸三商店の事後処理は神戸の松永に任せていたが、そのうちに松永は手持ちの資金をほとんど失い、大森から引っ越していた築地の桃介宅に転がり込んできた。しばらく松永は桃介家の食客となり子供の世話までしたという。
1901年（明治34年）2月3日、義父の福澤諭吉が死去した。この5か月後の同年7月5日付で、北炭の常務・井上角五郎に誘われて同社に復帰し、元の重役付支配人待遇として勤め始めた。以後1906年（明治39年）10月15日付で辞職しサラリーマン生活を終えるまでの5年半にわたり在籍している。この間、北炭の外債発行に関係した。また松永の方も桃介から渡された少額の資金を元手に神戸で「福松商会」を旗揚げし、九州や北炭の石炭を関西地方へと販売する石炭商として成功を収めた。

### 成金
北炭に復帰した後の桃介は、会社での活動が軌道に乗るにつれて株式投資に乗り出す機会も増えていった。ただ本人曰く、日露戦争は日本が賠償金を獲得できない形で終わったため日清戦争時と異なり景気が良くなることはない、との説が一般的であったので、身を入れて株を買うということはなかったという。しかし終戦翌年の1906年（明治39年）春ごろから相場が高騰し始めたのを機に本格的な株式投資に乗り出した。9月ごろに一部を除いて手仕舞いするが、まだ相場が騰貴するので、大株主の雨宮敬次郎や田中平八が売り出した北炭株を買い始める。一時期は会社の乗っ取りも企てたが、株価の高騰であまりにも利益が上がるので12月から売り始め、まだ高騰を続ける中で売り繋いだ。
日露戦争後の株式投機で利益を挙げた桃介は「成金」の一人に数えられた。株式屋仲間の噂では、桃介はこの時期、仲買人の富倉林蔵・島徳蔵、相場師鈴木久五郎に次ぐ金額である350万円の巨利を得ているとのことであった。1907年（明治40年）1月半ばの株価暴落に際しては手元に若干の宝田石油株が残っており含み損を抱えたが、3月に増資ということで株価が一時高騰したので、このときに売り切って利益を得た。以後株式投資を止めて旅行へ出かける。足を洗った桃介に対し、3・4月の安値を見て買いに回った鈴木久五郎は没落してしまう。福澤とともに株式投資に熱中した松永安左エ門も暴落に巻き込まれ財産を失った。

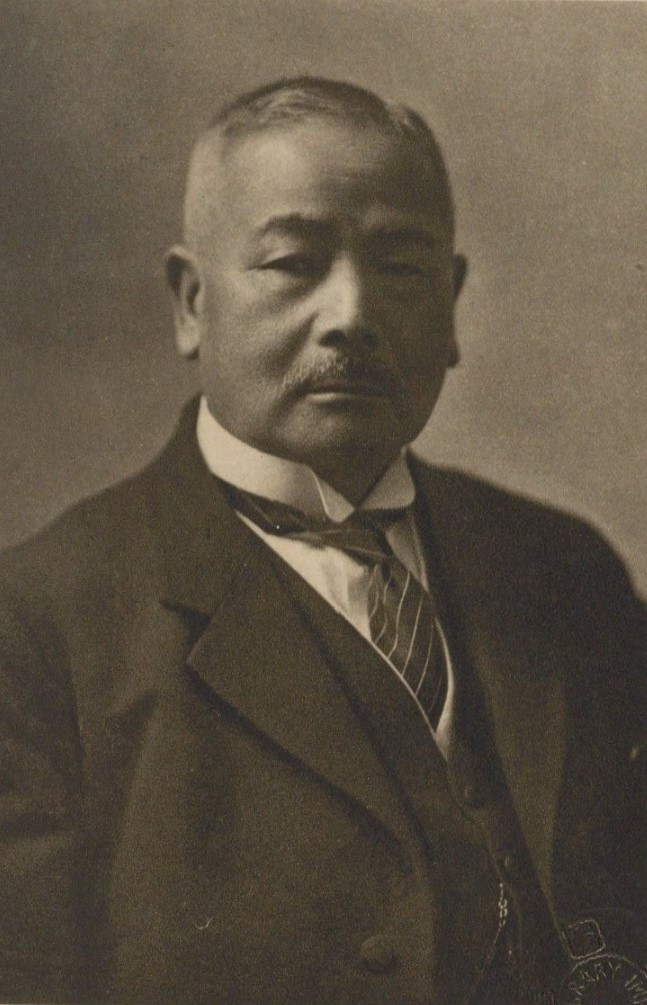
一時期ともに起業活動にあたった岩崎清七

株高期には投資に並行して会社の起業・買収にも関わった。株高で新たに株式を買い込むのが困難なため実業界進出も兼ねて新会社を立ち上げようと親友の岩崎清七を誘い、さらに馬越恭平・根津嘉一郎らと組んでまず帝国肥料という肥料会社の起業に着手する。馬越を創立委員長に立てて株式公募の広告を出したところ折からの好況を背景に募集が殺到、12円50銭の払込に対し株価が高騰して50円のプレミアムが付いた。会社は資本金300万円で1906年10月に発足、会長に馬越が就き、桃介も取締役に名を連ねた。この帝国肥料起業を機に桃介はたびたび発起人に名を貸すよう求められるようになり、1907年春の株価暴落までの間に、権利株を自由に売却可という条件で複数社の起業に関与した。
帝国肥料に関連し、根津と愛知県の半田にある「カブトビール」（会社名は丸三麦酒）を買収し、1906年10月丸三麦酒改め日本第一麦酒の取締役に就任した（社長は根津）。しかし同社取締役は就任から3か月後に辞職した。根津と意見が合わず、早々に持株を売却し関係を断ったためである。その他、岩崎・根津らと組み紡績会社の起業に参加する。これが日清紡績株式会社（現・日清紡ホールディングス）で、1907年1月26日、資本金1000万円で会社が発足すると桃介は初代専務取締役に就任した。
日清紡績での活動については#事業・日清紡績も参照
日清紡績は戦後恐慌を挟んで1908年（明治41年）6月より工場の操業開始に至るが、先に発足した帝国肥料は横浜で肥料工場建設に着手しただけで開業に至らず1908年8月業界大手の大日本人造肥料（現・日産化学）に吸収された。また日清紡績に関連し、ともに同社専務となった佐久間福太郎と紡績工場の近で東武銀行（旧・葛飾銀行、資本金20万円）を共同経営するようになった。佐久間らと東武銀行の取締役に加わったのは1909年（明治42年）7月のことで、桃介が頭取の地位にあった。しかし銀行で起きた佐久間系幹部の不正事件を機に桃介は佐久間と対立し、このこともあって1910年（明治43年）までに日清紡績の持株をほとんど放出、常務取締役を辞任して日清紡績から撤退した。
東京では、日清紡績に続いて1907年2月に資本金100万円で東京袋織物という織物会社が発足すると監査役に就任。2年後の1909年1月取締役に転じ、経営再建のため推されて社長となり、専務に慶應義塾と北炭時代の後輩にあたる伊井熊次郎を就けて経営にあたった。1909年8月に同社は東京製布に改称したが、1911年（明治44年）6月会社解散となる。同年7月末には東武銀行取締役も辞任している。

### 電気事業に参入
これまで挙げた会社は桃介が実業界入り後の初期に関わり短期間で撤退した事業であるが、それらよりも長く関係した事業に鉱山と農場がある。鉱山事業では1907年1月、資本金14万4500円で瀬戸鉱山株式会社を設立。自ら専務となり（社長不在）、岡山県英田郡江見村（現・美作市）にあった瀬戸鉱山で銅の採掘にあたった。ただし銅山経営は8年間試みたものの軌道に乗らず、最終的に藤田組へ売却し撤収した。一方の農場は、1906年に北炭入社時の社長であった堀基から依頼されて譲り受けたもので、北海道最北部の増幌（現・稚内市）に立地。福澤はこれを「福澤農場」と名付け、ホルスタイン10頭を導入し製酪に乗り出した。農場は堀からの引継ぎ分に自身で買い足した周辺の土地をあわせた約1700町歩の規模となり、畜産業と農業に好成績を上げた。
紡績・肥料・ビール・鉱山・農場など様々な事業に対し投資した桃介が、最終的に実業界での本拠として落ち着いた先が電気事業である。電気事業に関係した契機は、福岡の実業家太田清蔵から依頼されて佐賀県の電力会社広滝水力電気の株式を引き取り、大株主となったことにある。同社は1908年10月開業に至る。九州では次いで同年12月、先に松永安左エ門らと出願していた福岡市内での路面電車敷設の特許が下りたため、1909年8月31日大株主となって福博電気軌道株式会社を設立、自ら社長に就任した。広滝水力電気・福博電気軌道ともに1912年（明治45年）発足の九州電灯鉄道の前身である。なお九州電灯鉄道発足時に桃介は役員就任を拒否しており、同社では筆頭株主ながら相談役に留まった。
九州での活動は#事業・九州電灯鉄道も参照

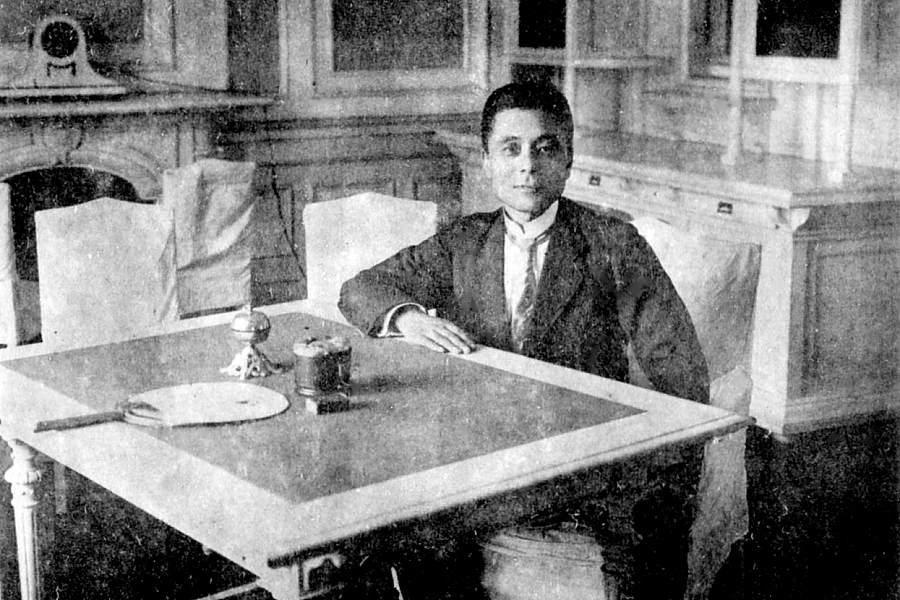
名古屋電灯応接室に座る桃介

1908年7月30日、桃介は愛知県豊橋市の電力会社豊橋電気にて取締役に選出された。同社は事業拡大を目的として前年に資本金を15万円から50万円に拡大していたが、増資への応募が少なく地元以外からも出資者を募っていた。桃介は創業者で社長の三浦碧水の勧めで1908年より出資して筆頭株主となり、取締役を経て翌1909年には社長に就任（1912年まで）して経営改革にあたった。次いで東海地方では、豊橋電気よりも規模が大きい愛知県名古屋市の電力会社、名古屋電灯の買収に着手する。買収は1909年3月に始まり、翌1910年6月末までに1万株を持つ筆頭株主となるに至る。それと同時に会社内での地位が顧問、相談役、取締役と昇進、さらに1910年6月1日付で常務取締役に選出された。
名古屋電灯の後も電気事業への進出は続き、1911年3月15日、景山甚右衛門ら経営陣に依頼され香川県の電力会社四国水力電気（旧・讃岐電気）に入り第6代社長に就任する。桃介を社長に迎えた四国水力電気はかねてより計画していた祖谷川（徳島県）開発に着手し、1912年10月これを完成させた。同じ四国では続いて1911年3月、義弟大四郎らとともに愛媛県にあった松山電気軌道の取締役に就任する。友人である同社社長渡邊修に頼まれて出資と経営を引き受けたもので、取締役ながら会社の実権を任されて1912年3月までに軌道線の全線開通を達成した。
1912年にかけては3つの新設電力会社で社長となった。1つ目の浜田電気は1911年5月8日付で資本金15万円をもって設立。1912年2月より島根県那賀郡浜田町（現・浜田市）などを供給区域として開業した。2つ目の野田電気は1911年6月26日付で資本金5万円にて設立され、同年11月千葉県東葛飾郡野田町（現・野田市）などを供給区域として開業する。3つ目の佐世保電気は1912年10月17日付で資本金100万円にて設立。松永らと設立したもので、長崎県佐世保市にあった電気事業を買収した。
1910年代前半の時点では電気事業のほか都市ガス事業にも積極的であった。まず1910年4月28日付で東京に資本金200万円にて日本瓦斯株式会社を立ち上げた。同社は各地の地方都市で計画されつつあるガス事業に対し資金・資材を提供し経営・技術両面の指導をなすことを目的とする持株会社である。桃介は日本瓦斯社長を務めつつ、傘下ガス会社の役員を兼ねた。1913年（大正2年）に入ると傘下会社の大合同を企画し、まず新潟瓦斯（新潟県新潟市）・千葉瓦斯（千葉県千葉市）の統合を決定、6月2日付で合同瓦斯（現・北陸ガス）を設立する。次いで九州地方での合同を試み、九州・山口県のガス会社10社を一挙に統合して同年8月17日付で西部合同瓦斯（西部ガスの前身）を設立した。合同瓦斯・西部合同瓦斯ともに桃介が初代社長を務めている。
日本瓦斯ほかガス事業での活動については#事業・日本瓦斯も参照
以上のように桃介は主として地方都市における電気・ガス事業に関係するようになったが、1913年出版の自著『桃介は斯くの如し』にて、電気・ガス事業に積極的であるのは確実に利益の見込める事業であると認めたため、全国各所に手を広げているのは趣味の旅行も兼ねて事業ができるため、と書いている。

### 政界入り
桃介は実業界での活動の傍らで衆議院議員も務めた。当選したのは1912年5月15日に行われた第11回衆議院議員総選挙においてである。当時45歳、立憲政友会公認で、特段深い縁故のない千葉県郡部選挙区から出馬してトップ当選を果たした。立候補・当選はこの1回のみで、1914年（大正3年）12月に第2次大隈内閣によって解散が行われるまでの1期務めただけである。
議員生活を始めて半年ほどの1912年12月、第2次西園寺内閣に代わって第3次桂内閣が成立すると、にわかに憲政擁護運動が盛り上がった。運動の火種である交詢社のメンバーであったので、桃介も運動に参加している。翌1913年2月、尾崎行雄・岡崎邦輔や交詢社のメンバーとともに政友会を離党し、小会派「政友倶楽部」を組織してそれに加わった。政友倶楽部では実業家ということで会派を代表して予算委員会理事となり、3月には本会議にて演説した。
政友倶楽部を組織してしばらくすると、岡崎は政友会に復帰、尾崎らは中正会を組織するなど政友倶楽部はバラバラになる。その中で桃介は孤立して無所属となった。可愛がられていた政友会の松田正久に「君は政治に適さない」と言われ、結局その通りに議員生活は間もなく終わった。その後1920年（大正9年）の第14回衆議院議員総選挙に再び立憲政友会公認で、今度は岐阜県の選挙区から立候補する話が出たが、結局立候補を取りやめている。

### 木曽川開発へ

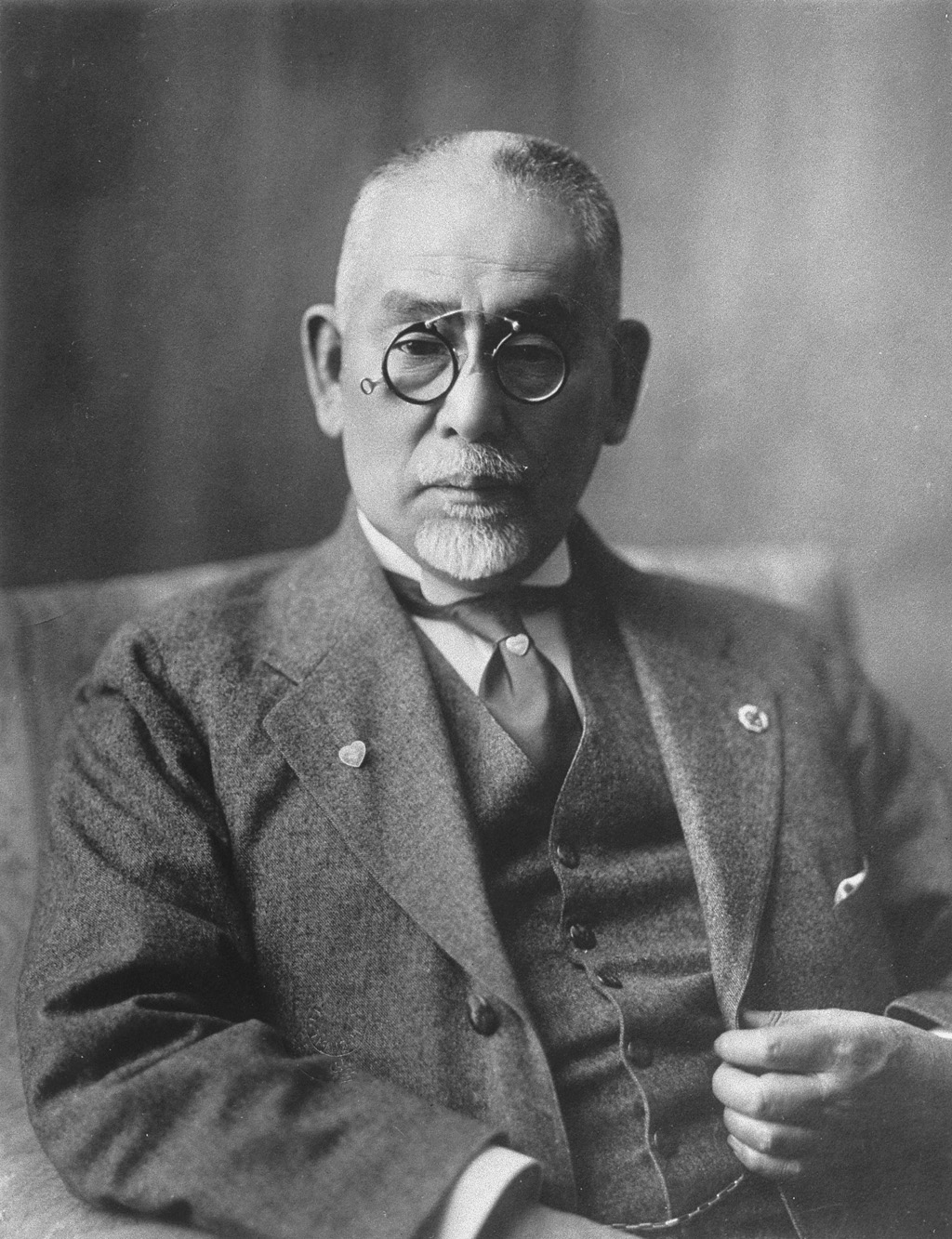
電源開発の協力者となった後藤新平

先に触れた通り、桃介は名古屋電灯の筆頭株主となり1910年6月には同社の常務取締役に昇っていたが、常務は在任5か月で一旦辞任した。しかしその後の経営悪化に伴って、経営陣に不満を持つ株主の中から、豊橋電気の再建や九州の電気事業で好成績を上げる手腕を期待して桃介に経営を一任すべしという意見が起るようになる。それを受けて1913年1月27日付で桃介は常務に再登板し、経営改革に着手する。同年9月には社長代理に指名され、次いで1914年12月1日付で社長に選出された。
名古屋電灯での活動は#事業・名古屋電灯も参照
名古屋電灯に入った桃介が主として手がけた事業は、中部地方を流れる木曽川の開発であった。松永安左エ門によると、桃介は「俺は木曽川で電力を起し、天下の水力王になるよ」と豪語していたという。桃介の木曽川開発は後年、「電気事業者としての福澤桃介氏は、木曽川を離れて福澤氏無く、福澤氏を離れて木曽川の開発無し」（『大同電力株式会社沿革史』）と評されている。桃介が実権を握った後の名古屋電灯は、1914年初頭、まず社内に臨時建設部を設置した。既設八百津発電所の上流側における木曽川開発を主たる任務とする部署で、水利権許可済み地点における設計変更や新水利権の出願などの手続きが始められた。
この木曽川開発を実行に移すにあたっては、電源開発によって木曽御料林からの木曽川による木材流送が不可能になるため、御料林を管理する帝室林野管理局との交渉が必要であった。桃介は御料林問題につき逓信大臣を務めた経験がある後藤新平に協力を求めてその助力を得、さらに後藤の推薦で彼の秘書官であった増田次郎を交渉役とすることができた。交渉の末に御料林問題が解決し木曽川開発の見込みが立つと、名古屋電灯では電力の消化策として電気製鉄事業に着目し、電源開発部門と合わせて独立させ、1918年（大正7年）9月8日木曽電気製鉄株式会社（後の木曽電気興業）を設立。新会社の木曽電気製鉄が木曽川や矢作川での電源開発を手がけ、その親会社の名古屋電灯は配電事業に特化するという体制とし、桃介は両社の社長を兼任した。翌1919年（大正8年）、木曽電気興業の手によって賤母（しずも）発電所（長野県）が完成、続いて同社は大桑発電所（同）の建設にも取り掛かった。
名古屋電灯の活動の一方で、他の地域での活動は漸次縮小した。社長であった佐世保電気は1913年11月九州電灯鉄道へ合併。松山電気軌道は競合会社伊予鉄道との合併を1913年12月にまとめたが株主総会で覆されたため社長の渡邊修ともども引責辞任した。1914年12月、西部合同瓦斯の社長職を九州電灯鉄道の経営にあたる松永安左エ門に譲って相談役へと退く。1916年（大正5年）には6月野田電気から、8月浜田電気から退き、翌1917年（大正6年）6月四国水力電気社長職も副社長であった景山甚右衛門に譲り退任した。
反対に名古屋を含む東海地方では事業活動を広げた。1908年から取締役を務める豊橋電気では1912年まで社長を務めたのち専務取締役の座にあったが、創業者三浦碧水の死去に伴い会社の実権を握って1918年社長に復帰した。名古屋鉄道（名鉄）の前身である愛知電気鉄道では、常務藍川清成に要請されて1914年8月社長に就任、1917年6月に退任するまで同社の経営再建に助力する。電力利用産業の起業にも取り組み、1916年8月名古屋電灯系列として電気製鋼所を設立して翌1917年9月より自ら社長を兼ね、1918年4月同社から派生し炭素電極を製造する東海電極製造（現・東海カーボン）が発足すると相談役に就いた。
さらに1919年9月8日、友人の三輪市太郎が持ち込んできた名古屋から豊橋へと至る電気鉄道の敷設計画に参加し、安田善次郎から金融面での後援を取り付けて資本金1000万円の東海道電気鉄道を設立、ここでも自ら社長に就任した。同社は東京・大阪間の電気鉄道敷設も視野に入れていたが、安田の死去で頓挫して1922年（大正11年）7月に愛知電気鉄道へと吸収された。

### 大井ダム

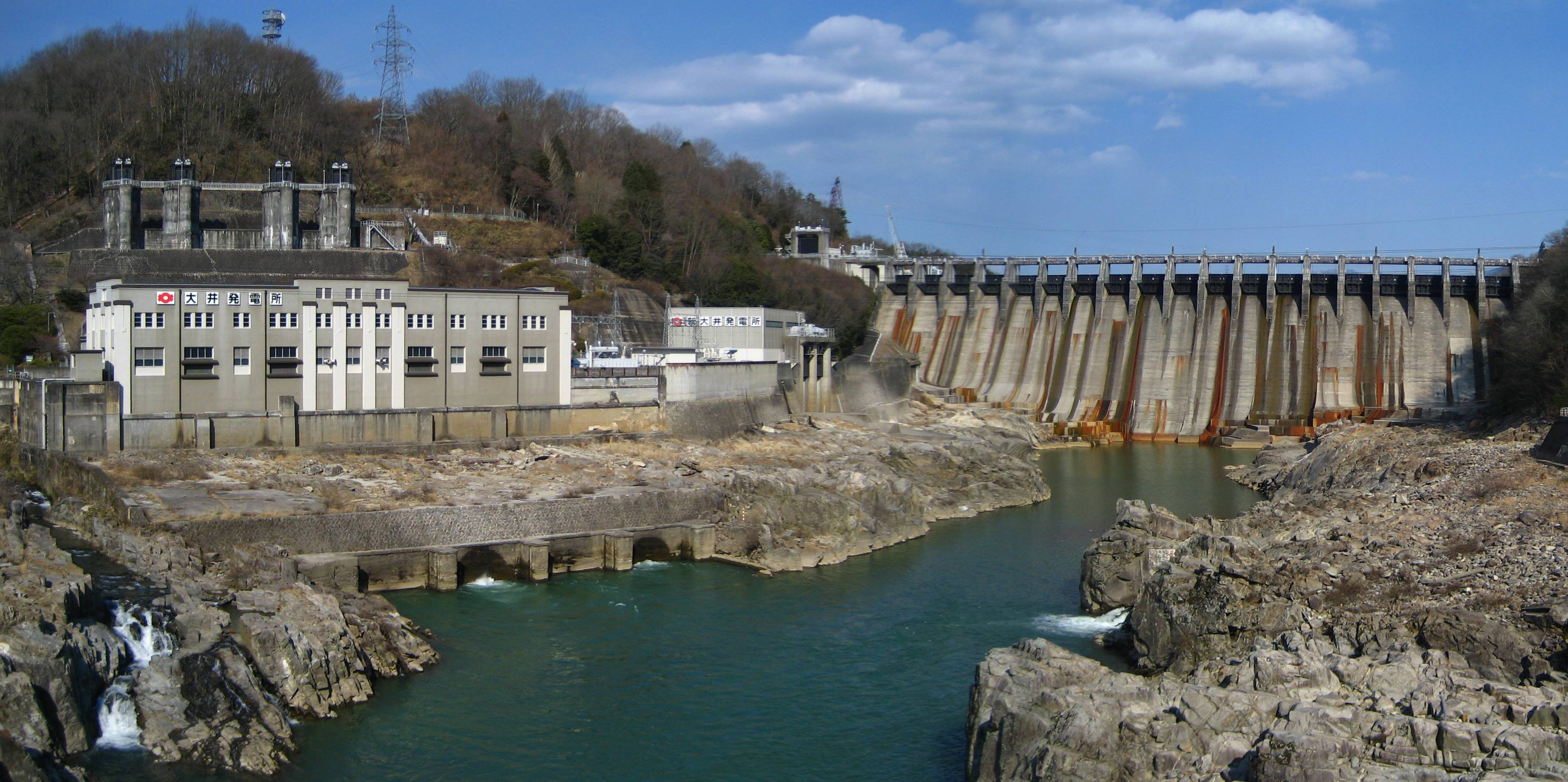
大同電力が建設した大井ダムと大井発電所（左）

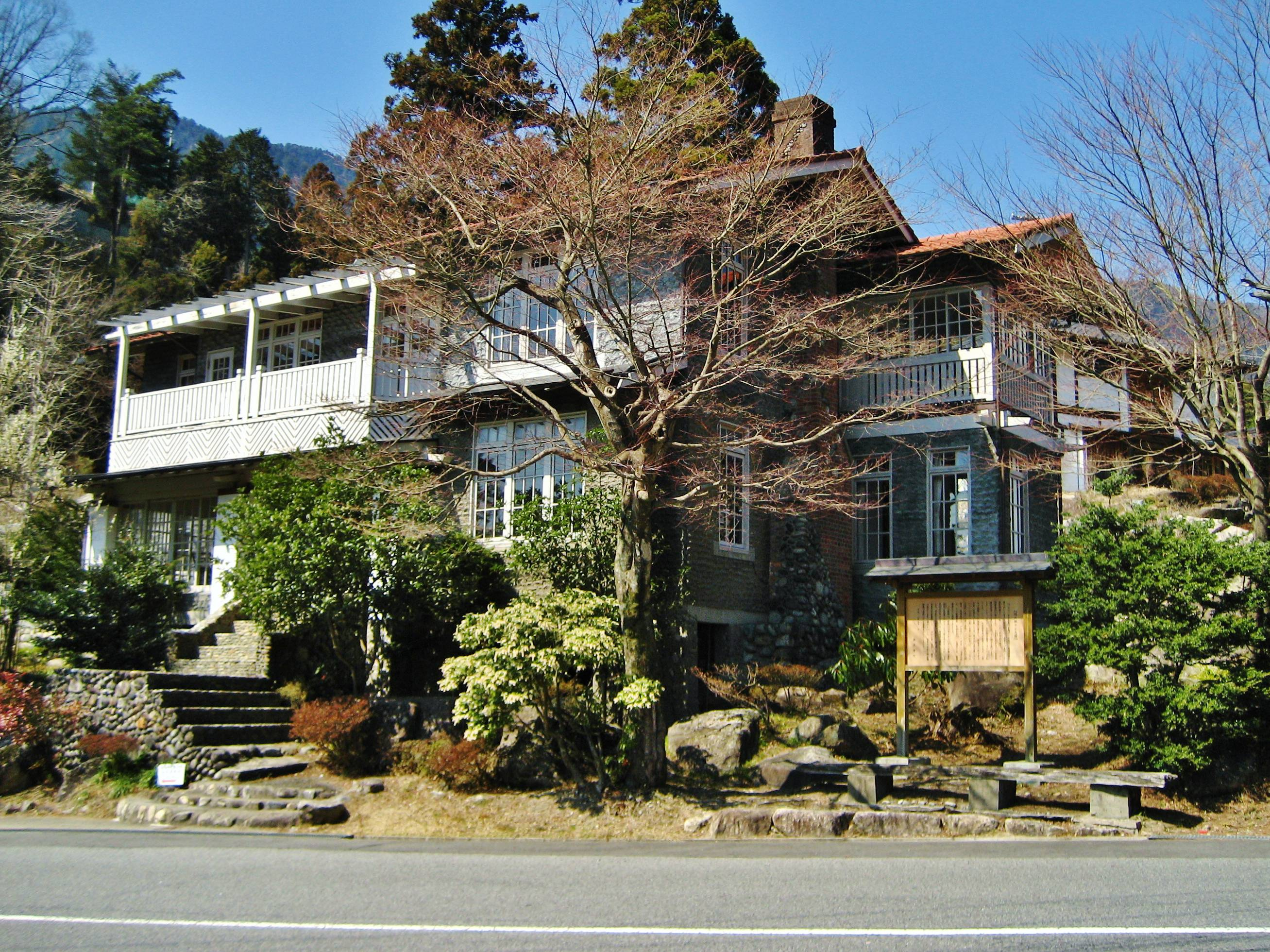
発電所建設の指揮を執った別荘（長野県南木曽町、現・福沢桃介記念館）

1919年11月8日、木曽電気興業と大阪の京阪電気鉄道の提携により、大阪送電株式会社が設立された。社長は福澤桃介で、第一次世界大戦による好景気で電力不足に陥る関西地方へ木曽川で開発する電力を送電することを目的とした。翌1920年（大正9年）には、同じく関西方面への送電を目的とする山本条太郎率いる日本水力との合併案をまとめ、10月に大阪送電・木曽電気興業・日本水力の3社の合併を決定。そして翌1921年（大正10年）2月25日、3社の合併が成立し資本金1億円の新会社大同電力株式会社が発足するに至った。初代社長には桃介が自ら就いた。
大同電力での活動は#事業・大同電力も参照
一方、木曽電気興業の母体となった名古屋電灯は1920年から周辺事業者の合併路線を採るようになり、桃介が社長を兼ねる豊橋電気など複数の電力会社と合併。さらに1921年10月には奈良県の関西水力電気と合併し関西電気となった。桃介は関西電気でも社長を務めたが、同年12月23日付で副社長の下出民義とともに同社から退き、関西電気と九州電灯鉄道との合併を取りまとめて同社経営陣である伊丹弥太郎・松永安左エ門に経営を譲った。以後関西電気（翌年東邦電力に改称）には相談役として関わった。なお翌1922年8月25日、福澤系の名古屋セメントが九州の豊国セメントに合併されると、こちらでは桃介が社長に就任している。
木曽川開発については大同電力発足後も引き続き進展し、1921年から1923年にかけて大桑・須原・桃山・読書（よみかき）の順で発電所が竣工。関西地方への送電線も並行して建設され1922年より大阪への送電を開始している。さらに1922年7月、大同電力は日本で初めての本格的ダム式発電所となる大井発電所（岐阜県）の建設に着手した。この大井発電所は、計画当初の段階では従来の発電所と同じ水路式発電所の予定であったが、河川の落差が少ないためダム式発電所とするのが有利とされたため変更された。桃介自身が語るところによれば、日本では前例がなく早過ぎる、アメリカで研究ができてから始めた方が安全だという議論があったが、偉いものを造ろうという野心に燃えたためダム建設に着手することになったという。ところが建設中の1923年9月、関東大震災が発生し、金融逼迫が生じて資金の調達が困難になってしまう。12月には国内金融機関からの融資が不調に終わったが、その後アメリカのディロン・リード商会（英語: Dillon, Read & Co.）との間で米ドル建て社債、すなわち外債の発行についての話が纏まり、1924年（大正13年）4月に1500万ドル募集の仮契約調印まで漕ぎ着けた。
仮契約調印をうけて桃介は秘書らを引き連れて外債発行交渉のため1924年5月13日横浜港を出港、31日にニューヨークへ到着した。出発前、交渉が失敗に終われば工事資金が調達できなくなり工事中断もありうるので、その場合は責任を負って日本には帰らずスイスへ移住する覚悟であると語っていたという。困難な交渉の末、同年7月18日に本契約の調印が終わり、全米に大同電力社債の売り出しが発表された。売り出しを見届けて桃介一行は2か月を過ごしたニューヨークを引き上げ、8月23日に帰国した。滞米中の6月、水力開発に関する学識経験と慶應義塾大学に対する寄付などの教育への貢献を称え、ユニオン大学から理学博士 (Doctor of Science) の学位が贈られている。帰国後の1924年12月、大井発電所が完成に至る。出力は4万2900キロワットで、読書発電所を抜いて当時日本最大の発電所であった。
電気事業での活動の一方、1920年代に入るとガス事業に見切りをつけて電気事業への一本化を図るようになり、1913年から社長を務め続けていた新潟瓦斯（旧・合同瓦斯）についても日本瓦斯の持株を手放して1925年（大正14年）には退いた。そして日本瓦斯も同年10月に会社解散となった。

### 引退と死去

実業界引退を記念して製作された『福澤桃介先生寿像』（長野県大桑村、桃介公園）

1926年（大正15年）4月9日、大倉喜八郎の退任に伴い帝国劇場株式会社の会長に就任した。桃介は同社に会社設立時（1907年）から関与しており、発起人に名を連ねるも時事新報社との兼ね合いから役員になれなかった義兄福澤捨次郎に代わって株主となり取締役を務めていた。帝国劇場の会長となり、「電気王」などと言われ独立して仕事ができるようになっていたのでこの際東京の社交界を取り仕切ってみようと考えたというが、同年6月、東京海上ビルにて脳貧血を起して倒れた。8月に復帰するが、翌1927年（昭和2年）7月には腎臓摘出手術を受けた。帝国劇場会長職は1928年（昭和3年）3月28日、在職2年で西野恵之助に譲り名誉顧問に退いた。
1928年6月6日、桃介は実業界引退を宣言する。大同電力の後任社長を引き受けた増田次郎によると、自身の体調がすぐれず社長の座に留まっていては職をむなしくするだけで株主にも迷惑をかけると思うので潔く辞任したい、と桃介から告げられたという。9日付で大同電力社長を辞任。同年11月8日付で豊国セメント社長を辞任し、11月26日の株主総会をもって木曽川電力（旧・電気製鋼所）社長も退いた。そして12月26日付で四国水力電気取締役を辞任している。
1928年9月、勲三等旭日中綬章を受章した。受章は逓信省が電気事業に功労があると奏請したためという。これに関し、増田次郎は賞勲局総裁天岡直嘉に金銭を渡し受章の便宜を図るよう依頼した疑いをかけられ（売勲事件）、短期間ながら取り調べのため拘留されるという出来事があった。
引退宣言後は『財界人物我観』や『桃介夜話』といった書籍の執筆をしていたが、2年半が経った1930年（昭和5年）11月26日、豊国セメント社長に復帰した。同社では磐城セメント（現・住友大阪セメント）社長の岩崎清七とともに恐慌下で経営不振となった群小セメント会社を合同させるべく奔走する。しかし1年半後の1932年（昭和7年）8月11日付で社長を再度辞任した。同月には家督を長男駒吉に譲り、妻の房とともに隠居している。
1938年（昭和13年）2月15日、東京渋谷の本邸にて死去。満69歳没。死因は脳塞栓であった。築地本願寺にて葬儀が行われ、多摩霊園に葬られた。

## 事業
以下、福澤桃介が関わった企業のうち日清紡績・日本瓦斯・九州電灯鉄道・名古屋電灯・大同電力の5社について桃介との関わりを中心に詳述する。

### 日清紡績

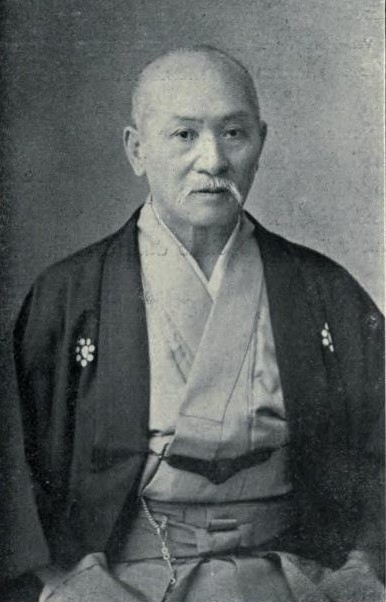
日清紡績初代会長平沼専蔵

日露戦争後の株価高騰で一躍成金となった桃介は、1906年ごろより岩崎清七と紡績会社の設立を目論んだ。優良会社の株式が軒並み高騰している中で株式を新たに買うのは困難であるから、新会社を設立して将来に期待しようという投機者流の考えからであったという。桃介らの動きに先立ち、日比谷平左衛門が営む東京の有力綿糸商「日比谷商店」の番頭佐久間福太郎らも紡績会社設立に動き始めており、桃介や岩崎・佐久間らは繊維業界の重鎮でもあった日比谷平左衛門の助力を取り付けて会社設立に踏み切ることとなった。
1906年11月、最初の発起人会を開き、次いで創立委員会を開催する。新会社の資本金は1000万円で、株式は一般募集ではなく発起人の紹介によって申し込んだ者に割り当てる縁故募集の形としたが、新会社の前評判が良く、申し込みが殺到して割当の応募は株式総数の約10倍に上った。翌1907年（明治40年）1月26日、新会社日清紡績株式会社が創立総会を開いて発足するに至る。横浜の資産家平沼専蔵や佐久間福太郎、福澤桃介、岩崎清七らが取締役に選任され、その中で平沼が初代会長、佐久間・桃介の両名が初代専務取締役に互選された。設立から1年余りが経過した1908年（明治41年）6月より工場の一部操業を開始し、翌1909年（明治42年）5月からは全面操業を始めて開業式を挙行している。
桃介は専務であるとともに、一時期は1万株を持つ同社の筆頭株主であったが、工場の操業開始から1年余りで持ち株の大半を手放し、1910年（明治43年）4月2日の臨時株主総会にて専務取締役を辞任した。取締役であった岩崎清七によれば、桃介の日清紡績撤退は会社の前途を悲観したためという。また、専務の佐久間盛太郎と別会社の経営をめぐり対立したことも原因であったといわれる。日清紡績について、桃介は株を早期に売却して利益を得ようと考えたが、相場師と言われるのが嫌になって真面目な実業家と思われたいがために思いとどまったことがあったと後に自著で述べているが、結局株式を売却して退くこととなった。
ただし桃介は会社から離れた後も電気事業を経営する中で日清紡績との縁を活用した。名古屋電灯経営中には当時の日清紡績社長宮島清次郎に対し工場を名古屋に新設するよう呼びかけ、名古屋工場（1921年操業開始）誘致を実現。また矢作水力に関連して起業に加わった岡崎紡績（愛知県岡崎市）が戦後恐慌と社長服部兼三郎の死で立ち行かなくなった際には、日清紡績にその救済を求め、工場建設途上にあった会社を日清紡績に吸収させて工場完成に漕ぎつけた（日清紡績岡崎工場・1921年竣工）。

### 日本瓦斯

#### ガス事業の本格化
日清紡績設立と同じころ、桃介は福岡県門司市（現・北九州市）において進行中であった都市ガス起業計画に参加し門司瓦斯発起人の一員となった。参加の動機は起業の中心人物であった大橋淡に誘われたためという。門司瓦斯起業の手続きは1907年の反動恐慌で一時中断ののち1909年12月会社設立まで至ったが、桃介は同社の役員にはなっていない。この門司瓦斯の発起人加入を機に、桃介は東京の既存ガス会社東京瓦斯（ガス）に対する競合会社の設立を思いつき、1か月で計画をまとめ「千代田瓦斯」の名で1907年2月事業許可を得た。千代田瓦斯も恐慌で会社設立が一旦見合わせられたのち、1910年5月名古屋瓦斯社長奥田正香らの出資を得て発足するが、この千代田瓦斯でも桃介は役員に就いていない。
桃介によると、この千代田瓦斯で技師長を務めた岡本桜（名古屋瓦斯技師長兼）による地方都市へのガス事業普及活動に触発されたことが自身もガス事業を本格化する契機となったという。1910年4月28日、桃介は「日本瓦斯株式会社」を設立し自ら社長に就いた。この新会社は、各地の地方都市で計画されつつあるガス事業に対し資金・資材を提供し経営・技術両面の指導をなすことを目的とする持株会社である。義弟の福澤大四郎を専務取締役、松永安左エ門・渡邊修・田中新七の3名を取締役に置く陣容で、資本金は200万円、本社は東京に構えた。なお桃介が地元有志らと許可を得た香川県高松市におけるガス事業の権利が日本瓦斯に移され、日本瓦斯高松出張所として1911年7月に開業しており、日本瓦斯自身もガス事業者となっている。
設立翌年の1911年末時点で、日本瓦斯は北海道から九州に至る各地のガス会社9社の株式を保有していた。この9社のうち北海道瓦斯と博多瓦斯を除いた、下記の7社で桃介は取締役を務めている。
- 下関瓦斯（初代） - 1910年5月、山口県下関市に設立[135]。桃介が初代社長[136]。
- 熊本瓦斯 - 1910年5月、熊本県熊本市に設立[137]。初代社長は地元熊本の千田一十郎[138]。
- 新潟瓦斯（初代） - 1910年7月、新潟県新潟市に設立[139]。桃介が初代社長[140]。
- 鹿児島瓦斯 - 1910年7月、鹿児島県鹿児島市に設立[141]。桃介が初代社長[142]。
- 姫路瓦斯 - 1910年9月、兵庫県飾磨郡市殿村（現・姫路市）に設立[143]。初代社長は神戸松之輔[144]。ただし桃介を含む日本瓦斯系役員は1914年辞任[145]。
- 大牟田瓦斯 - 1910年11月、福岡県三池郡大牟田町（現・大牟田市）に設立[146]。桃介が初代社長[142]。
- 和歌山瓦斯 - 1911年4月、和歌山県海草郡中ノ島村（現・和歌山市）に設立[147]。桃介が社長を務める[148]。

1912年になっても桃介のガス会社役員就任は続いており、まず6月、広島県呉市にある呉瓦斯の取締役に加わった。同社も日本瓦斯を大株主とするガス会社の一つであるが、翌1913年（大正2年）12月に広島瓦斯（現・広島ガス）に吸収されている。次いで10月、愛媛県越智郡今治町（現・今治市）における今治瓦斯（現・四国ガス）の設立に際し取締役に就任した。この今治瓦斯では、県にガス事業を申請する段階では桃介が代表であったが、設立時には地元財界に主導権が移っており、初代社長には八木亀三郎が就いている。

#### 後退から撤収
1913年に入ると日本瓦斯では傘下会社の合同を試みるようになり、まず新潟瓦斯と千葉県千葉市にある千葉瓦斯の統合を決定、6月2日付で両社合併による合同瓦斯（資本金85万円、現・北陸ガス）を東京に設立した。次いで九州地方での合同へ移り、九州と山口県のガス会社10社を統合して8月17日付で福岡市に西部合同瓦斯（資本金500万円、西部ガスの母体）を設立した。合同瓦斯・西部合同瓦斯ともに桃介が初代社長を務める。ただし西部合同瓦斯の社長は翌1914年（大正3年）12月25日付で辞任し松永安左エ門と交代している。
1914年に勃発した第一次世界大戦の影響で日本は大戦景気に沸いたが、ガス業界では好況による販売増にもかかわらず原料石炭（当時の都市ガスは石炭ガス）や鉄材の価格高騰の影響が直撃、さらに自治体当局との関係から料金値上げが容易でないという事業構造が災いして業界全体が不振に陥った。西部合同瓦斯では経営難から1915年に山口県内の事業を手放し、1918年には大牟田・鹿児島両地区の事業を売却して、最終的に資本金を350万円へと縮小。東京の合同瓦斯でも1917年に千葉地区の事業を手放して資本金を50万円に圧縮し、社名も新潟瓦斯へと戻している。日本瓦斯直営であった高松地区のガス事業についても再編され1916年に桃介が社長を兼ねる電力会社四国水力電気へと移された。
1916年12月、和歌山瓦斯の経営を地元実業家に引き渡し同社から撤退する。今治瓦斯でも地元重役陣に株式を引き取らせて撤収した。日本瓦斯は、1925年（大正14年）初頭の段階では桃介が社長のままで、なおも新潟瓦斯・西部合同瓦斯の大株主であったが、同年10月9日付で解散した。日本瓦斯解散に際し新潟瓦斯については9月に長岡の小林友太郎が株式を引き取っており、10月に小林が桃介の後任社長に就いている。
日本瓦斯でも役員を務めた松永安左エ門によると、桃介は日本瓦斯を起して一時は日本各地のみならず満洲の安東県でも事業を出願するほどガス事業に積極的であったが、名古屋電灯や木曽川開発に関係すると、やがてガス事業には一切関心を寄せなくなったという。

### 九州電灯鉄道

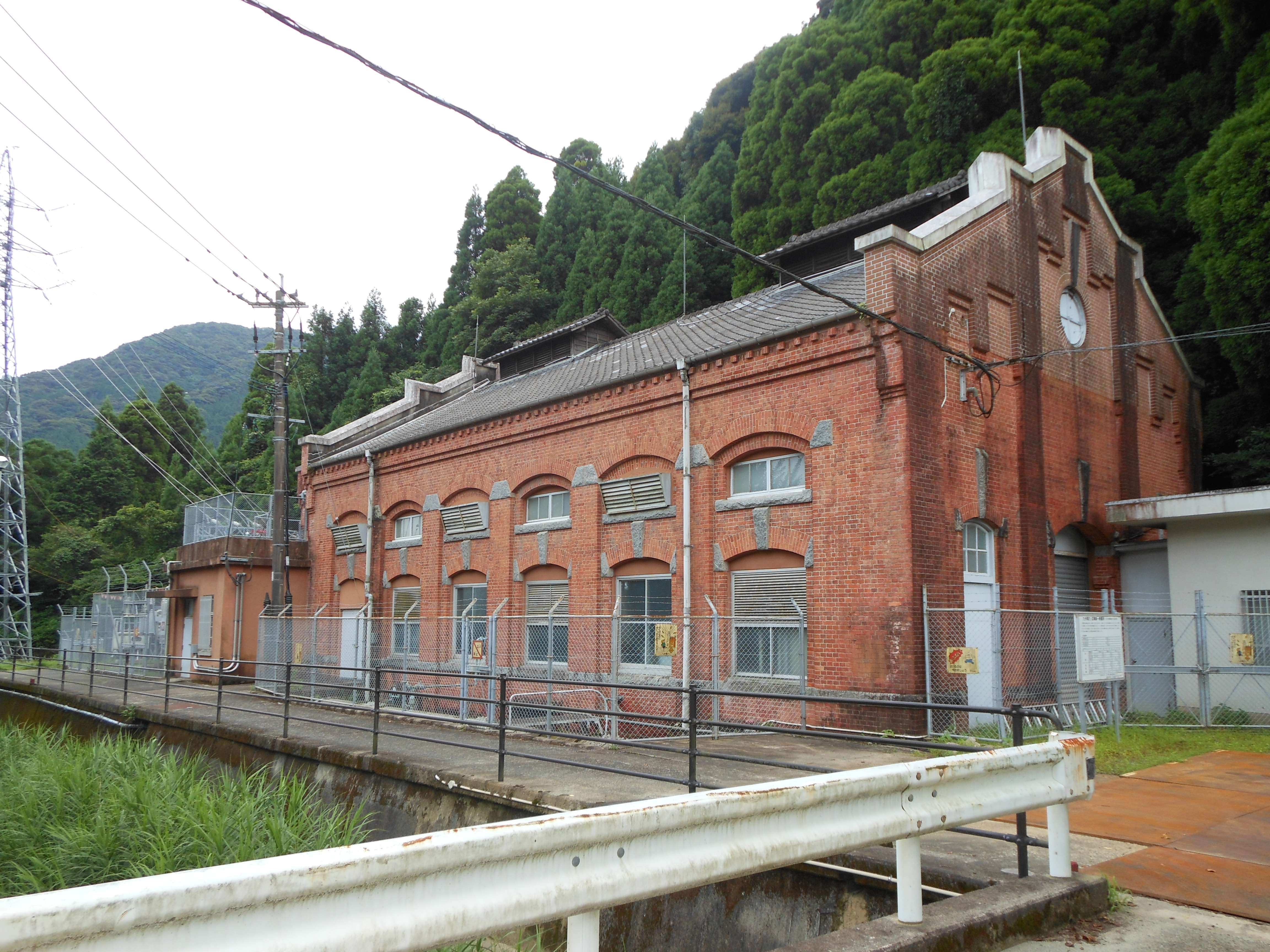
広滝水力電気が開発した広滝第一発電所（2015年）

1906年11月4日、佐賀県に広滝水力電気株式会社という電力会社が設立された。筑後川水系城原川での水力発電を目指し、佐賀県出身の実業家牟田万次郎（専務就任）を中心に佐賀財界の中野致明（社長就任）・伊丹弥太郎らが起業した会社である。発電所が完成し開業に至るのは2年後の1908年10月のことであるが、会社設立直後に同社では福岡市にある博多電灯との合併問題が発生した。この博多電灯は開業時から火力発電で営業する会社であるが、水力発電を併用できれば有利との判断から当時の社長太田清蔵が広滝水力電気との合併を推進する。ところが株主から反対論が噴出して合併案は株主総会での承認に至らず、太田も社長を辞任せざるを得なかった。
太田清蔵は広滝水力電気の設立に際して大株主となっていたが、博多電灯との合併失敗によって持て余したため上京し持株全部を桃介に譲り渡した。桃介によると太田から買い取った広滝水力電気株式は総株数6000株（資本金30万円）のうち1500株で、当時は12円50銭払込のため気軽に引き受けたという。その後払込金の追加徴収の段になって不況期であるとして払込を渋るが、佐賀まで出張し会社の状況を確認して出資を継続すると決めた。広滝水力電気では桃介自身が役員になることはなかったものの、1908年2月に松永安左エ門が監査役に加わっている。
同じ九州の福岡市では、先に松永らと出願していた市内での路面電車敷設の特許が1908年12月に下りた。しかしいざ設立という段階になると桃介は不況ということもあり株式の引き受けを渋るが、松永に押され2000株の引き受けを決めたという。かくして1909年（明治42年）8月31日、資本金60万円（総株数1万2000株）にて福博電気軌道株式会社が発足。桃介が取締役社長、松永が専務取締役となり直ちに着工、翌1910年（明治43年）3月に開業させた。なお福博電気軌道設立にあたり、三菱財閥の岩崎久弥が後援となって2000株を引き受けていた。桃介は自著『桃介は斯くの如し』（1913年）の中で、相場師や虚業家などと言われて世間から排斥されている最中であったにも関らず岩崎久弥（同書中では「東京の或る富豪」となっている）に助力して貰えたことを今でも感謝していると述べている。
1910年9月5日、佐賀では川上川（嘉瀬川上流部）の開発を目的として広滝水力電気経営陣と桃介らのグループの共同出資により新会社・九州電気株式会社が設立された。同社はまもなく広滝水力電気を吸収し、資本金270万円の電力会社となっている。九州電気では桃介も取締役に名を連ねる。主要経営陣には佐賀財界から社長に中野致明、専務に伊丹弥太郎が就いたが、一方で松永が常務、その友人田中徳次郎が取締役兼支配人に入っており、桃介・松永らの影響力も大きいものであった。翌1911年、福博電気軌道が博多電灯からの受電を契約したことを契機に松永の主導によって人的関係のある九州電気・福博電気軌道に博多電灯を加えた3社の合併案が取りまとめられる。この段階では九州電気は社内で意見がまとまらず合併から離脱したが、博多電灯による福博電気軌道の合併が11月2日付で実施され、博多電灯軌道が成立した。
博多電灯軌道の社長は博多電灯社長の山口恒太郎が続投し、福博電気軌道からは松永が専務に加わったものの、桃介は相談役に退いた。博多電灯軌道発足後、九州電気の社内が合併参加の方向でまとまるが、今度は博多電灯軌道側で桃介・松永ら合併推進派と堀三太郎ら合併反対派の対立が始まり株式買占めを伴う争いに発展するが、最終的に合併推進派が主導権を握って九州電気との合併を決定。1912年6月29日、博多電灯軌道が九州電気を合併して資本金485万円の九州電灯鉄道株式会社が発足をみた。合併に伴う新体制では桃介が社長候補ではあったが役員就任を拒否し、佐賀側から伊丹弥太郎が新社長に就任する。経営実務を担う常務取締役は松永・田中・山口の3名で、桃介は堀三太郎とともに相談役に収まった。
このように九州の事業は最終的に九州電灯鉄道へと発展したが、この事業の成功は大概松永安左エ門によるもので、桃介自身は「我れ関せず焉」で、時々顔を出しに九州へ行った程度であると述べている。なお九州電灯鉄道は発足以後も周辺事業者を次々と合併していくが、そのうち1913年11月に合併された唐津軌道と佐世保電気の2社にて桃介は取締役（1911年10月就任）と社長（1912年10月就任）をそれぞれ務めている。

### 名古屋電灯

#### 株式買収と社長就任

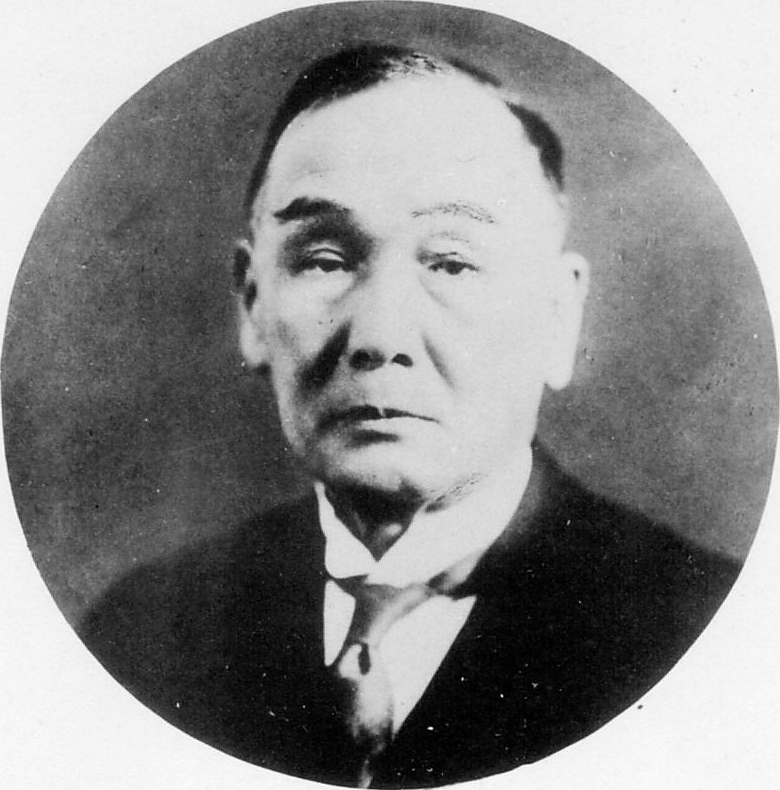
名古屋電灯副社長下出民義

日露戦争後の株式相場で財を成し各方面に投資を広げていた桃介は、1907年、ヨーロッパにて水力発電所からの長距離送電が成功したことを知り、名古屋の友人下出民義宛に名古屋周辺で水力発電に有利な場所があるならば調査して欲しいという手紙を出した。これに対して下出は、鈴木久五郎が破綻して引受け先がなくなっていた増資株式5000株を買って名古屋の電力会社名古屋電灯へ投資するよう勧めた。この時の桃介は下出の誘いを受けなかったものの、同社の経営事情を検査したことのある慶應義塾の先輩矢田績（当時三井銀行名古屋支店長）が検査書類を携え訪れて名古屋電灯を経営しないかと誘うと、桃介は同社への投資を決定する。そして1909年2月自ら名古屋へと赴き、下出・矢田と会って株の買収や支払い方法を打ち合わせた。同年3月、名古屋電灯の株主名簿に福澤桃介の名が初めて登場。6月末までに5千株余りを買収し、さらに翌1910年6月末には1万株を持つ筆頭株主となった。下出によれば買収資金の出所は三菱銀行であったという。
桃介の進出に対し名古屋電灯側は1909年7月、矢田の仲介で桃介を顧問とし、同年10月には相談役のポストを新設して迎えた。さらに翌1910年1月28日付の株主総会にて取締役に選出、同年6月1日には佐治儀助に代わって常務取締役に互選され同社の経営に深く関与する立場となった（当時社長は空席、常務は創業者の三浦恵民も在任）。名古屋電灯に乗り込むと、桃介は有力な競合会社名古屋電力の合併を画策する。この名古屋電力は1906年名古屋や東京の資本家らにより設立、名古屋財界の奥田正香が社長を務め、渋沢栄一ら東京の大物実業家も関与する新興の電力会社で、木曽川開発を手がけて岐阜県にて八百津発電所を建設中であった。下出や矢田に斡旋を頼みつつ7月には桃介自身が2週間名古屋に滞在して合併反対派の翻意に努め、8月株主総会にて合併を決定。10月28日付で合併が成立するに至り、名古屋電灯は資本金775万円の電力会社となった。なお合併後の11月25日付で桃介は名古屋電力から取締役となった兼松煕に常務を譲り、平取締役に下がっている。

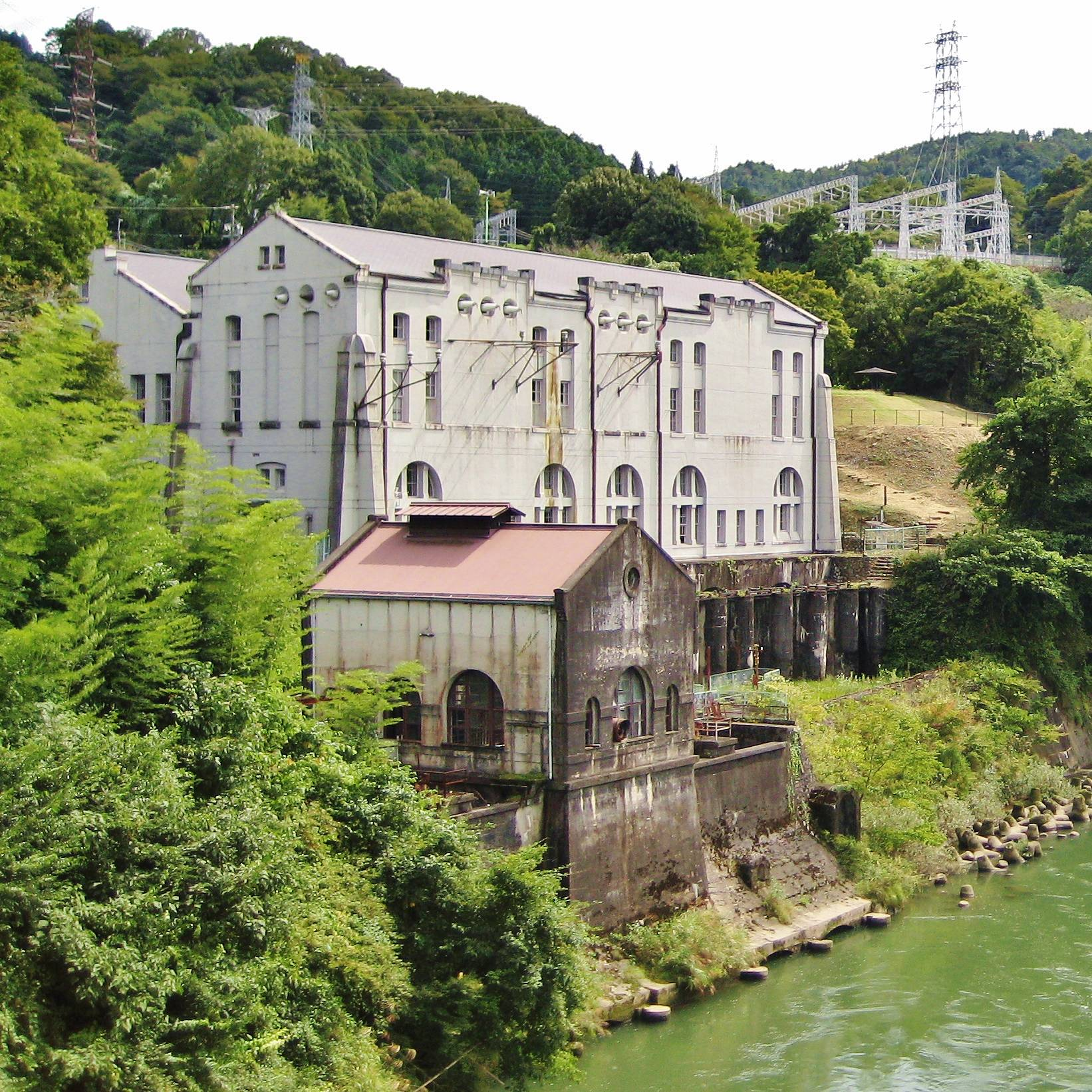
木曽川で最初の水力発電所である八百津発電所

名古屋電灯ではその後、先に名古屋電力が着工していた八百津発電所が1911年（明治44年）10月に完成。供給の拡大に要する費用を調達するため完成に先立つ同年4月、資本金を1600万円とした。これらの組織拡大により社長職を置くことになり、名古屋市長在任中の加藤重三郎を招致、加藤は市長辞職の上で7月社長に就任した。しかし工事費の負担と余剰電力が重荷となり、1912年以降同社の業績は悪化してしまう。経営が悪化するにつれて株主の不満が高まって経営を刷新すべきという声が大きくなり、やがて豊橋電気の再建や九州での実績からその手腕を期待して取締役の福澤桃介に経営を一任すべしという意見が強くなっていった。現経営陣への批判が強くなった結果、常務の三浦恵民・兼松煕は1912年6月に辞任。次いで12月には新役員選任を株主総会で一任された桃介の指名によって新体制が発足。そして翌1913年（大正2年）1月27日付で、社長留任の加藤重三郎の下で桃介は常務取締役に復帰した。常務に就くと九州電灯鉄道支配人であった角田正喬を引き抜き名古屋電灯支配人に任命し、経営改革を進めた。
名古屋電灯における活動を再開しつつあった1913年秋、社長の加藤重三郎らが遊廓移転にからむ疑獄事件で起訴された。加藤らは1913年12月の第一審での有罪判決ののち翌1914年（大正3年）の第二審で無罪となったが、その間、名古屋電灯では社務を執れなくなった加藤に代わって1913年9月に桃介を社長代理に指名する。さらに同年12月加藤が取締役社長を辞任すると、翌1914年12月1日付で桃介を後任社長に選出した。桃介の社長就任とともに下出も常務取締役に昇格し、1918年（大正7年）2月に副社長のポストが新設されると副社長に就任している。その下出によると、社長となっても桃介は月に2回程度名古屋を訪れるだけのため、下出が「留守師団長の格」で会社経営にあたっていたという。

#### 事業の拡大

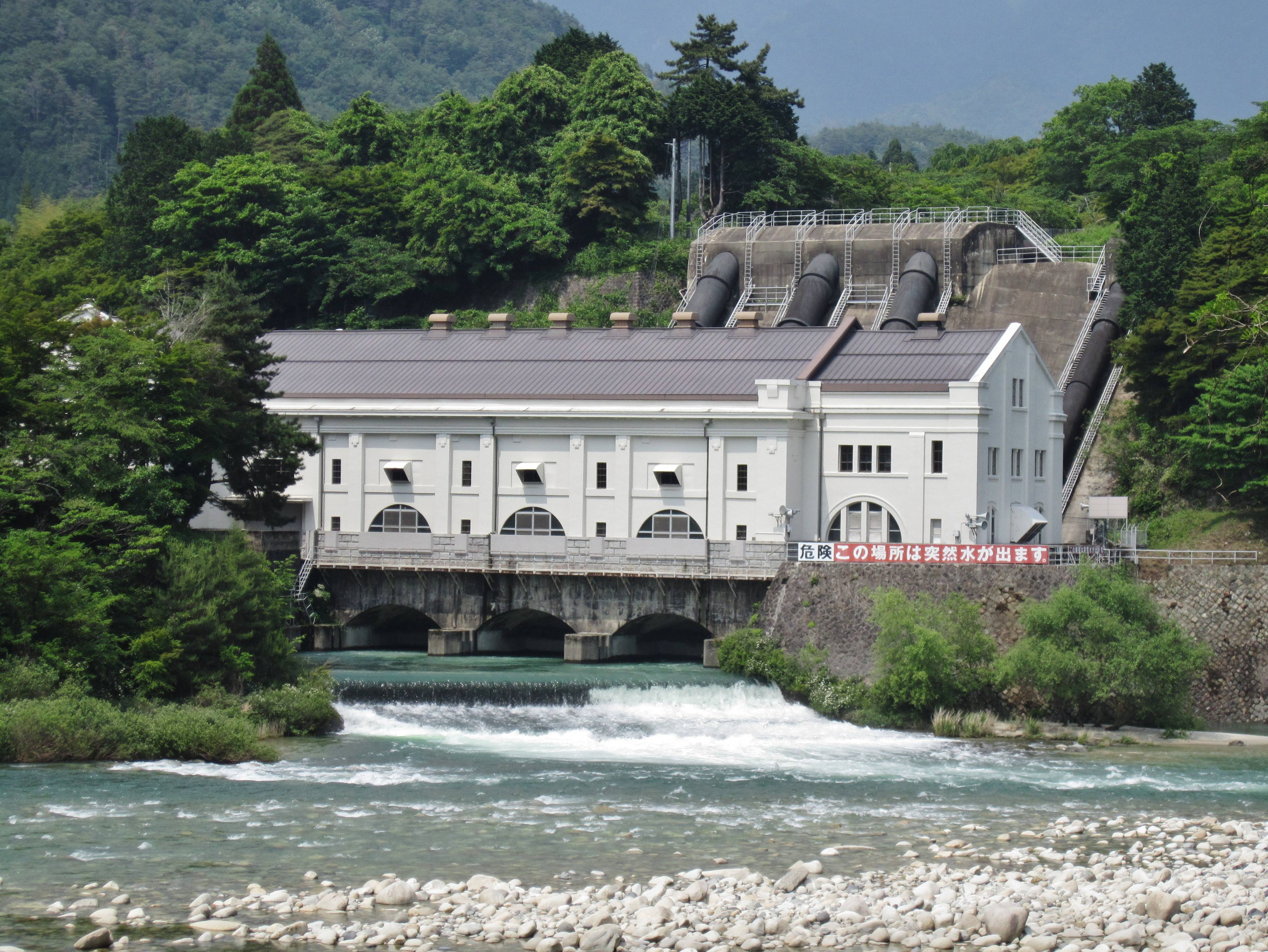
名古屋電灯臨時建設部が建設を手がけた賤母発電所

経営を掌握した桃介は、名古屋電灯の従来の保守的な経営方針を一変させて積極的な需要創出に取り組み、販売キャンペーンや料金の引き下げによって販路の拡大を目指した。一方で自ら出資者となり名古屋周辺にて新たに産業を起業する、という需要創出活動も行った。その一例が電気製鋼所（特殊鋼メーカー大同特殊鋼の前身の一つ）である。
電気製鋼所は名古屋電灯社内に設置された製鋼部を前身とする。桃介の命により余剰電力の消化策を検討していた顧問の寒川恒貞の提案により、1914年12月、名古屋電灯は電気製鋼事業の兼営を決定し、フェロアロイ（合金鉄）や特殊鋼の生産を始めることとなった。翌1915年（大正4年）より試験生産を始め、10月に製鋼部を設置。次いで1916年（大正5年）8月19日、工場の操業開始とともに製鋼部が独立して株式会社電気製鋼所が発足した。初代社長は下出民義で、桃介は相談役であったが、下出が長男の義雄を支配人として入社させるとして退いたため、1917年（大正6年）9月27日付で桃介が社長を兼任した。桃介在任中の電気製鋼所は長野県木曽地域に新工場と自社水力発電所を建設するなど大戦景気の波に乗り事業を拡大していく。
1914年初頭、八百津発電所より上流側における木曽川開発に向けて調査を担当する部署として、名古屋電灯社内に臨時建設部が設置された。その後1916年2月に至り臨時建設部は組織が拡充され、まず木曽川の賤母（しずも）発電所と矢作川の串原仮発電所の建設に着手する。並行して木曽川の水利権を確保すべく運動し、折りしも第一次世界大戦中のため製鉄事業が国家的課題となっていたことから電気で銑鉄を製造するという「電気製鉄事業」に着目、木曽川開発による発生電力の受け皿として同事業を企画し始める。1917年（大正6年）6月、名古屋電灯社内に製鉄部が設置され、電気製鉄の試験を開始。この製鉄部と臨時建設部を新会社に移して新会社にて電源開発と電力の卸売りおよび製鉄事業を行い、名古屋電灯は配電事業に特化する、という方針が採られたため、翌1918年（大正7年）9月8日、新会社木曽電気製鉄株式会社（資本金1700万円）が発足。桃介は同社の社長に就任した。
名古屋電灯の経営に並行し、桃介はその周辺にて多数の電力会社設立に関係した。1912年9月桃介の首唱によって「大正企業組合」なる組合が組織され中部地方の諸河川において水力発電の調査研究が行われていたが、この組合が出願した矢作川水利権を元に1919年3月矢作水力が発足する。矢作水力の社長には井上角五郎、専務には杉山栄が就き、桃介は相談役に推された。3か月後の6月には白山水力設立に伴いここでも相談役に就任（社長伊丹二郎・専務成瀬正忠）。続いて1921年（大正10年）3月濃飛電気の設立に際しても相談役となった（社長成瀬正行・専務兼松煕）。これらの電力会社が開発した発電所の電力は名古屋電灯やその後身電力会社において使用された。
周辺で様々な動きがある中、名古屋電灯本体では1920年代に入ると周辺事業者の合併路線を採るようになり、1920年・21年だけで岐阜電気や桃介が社長を兼ねる豊橋電気など愛知・岐阜両県の計6社を相次いで合併、資本金4848万円の電力会社に発展した。さらに1921年4月には奈良県の関西水力電気との合併を決定する。しかしこの頃、水力開発に必要な事業資金獲得のために高配当策を採った（1921年上期は年率20%の配当を行った）ことなどが原因となり、名古屋電灯は会社の経理が行き詰まりつつあった。また本拠地の名古屋では市街地の急拡大に対し供給設備の拡充が追い付かず停電が頻発するようになっており、社外でも不満の声が高まりつつあった。

### 大同電力

#### 大同電力に移る

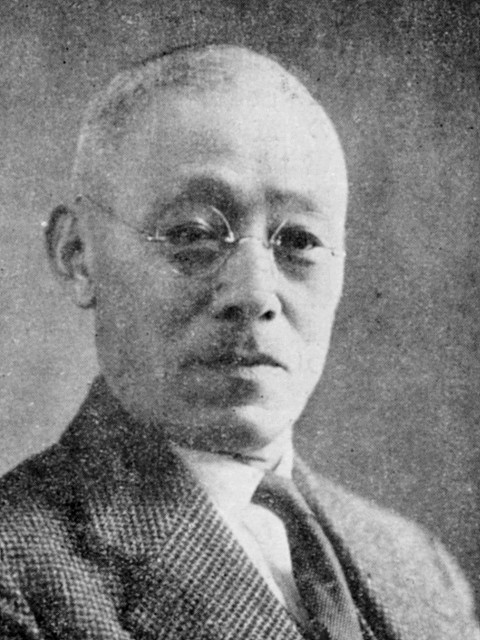
大同電力2代目社長増田次郎

名古屋における福澤桃介の事業については、「福澤氏が日本における財界の巨額として自他共に許す様になったのは愛知県下における同氏経営の事業が漸次発展するに至ったからである」（1924年）と評価されていたものの、排外的な土地ゆえに地元の名古屋財界とは折り合いが悪かったという（下記#人物評参照）。後に桃介自身も、伊藤次郎左衛門（いとう呉服店、後の松坂屋を経営）などの地元財界には東京から「山師」がやってきたと見られて好感を持たれず、小山松寿（名古屋新聞を経営）などからも攻撃された、と語っている。それゆえこんな馬鹿らしい所にいるものかと思い、大阪進出を企てたことが、大阪送電、後の大同電力を立ち上げた理由という。
その大阪送電は1919年11月8日、木曽電気興業と京阪電気鉄道の提携により資本金2000万円で設立され、桃介が初代社長となった。第一次世界大戦による好景気で電力不足に陥っていた関西地方へ木曽川で開発する電力を送電することを起業目的としたが、大阪送電設立に前後して、同様に関西地方への送電を目指す電力会社が設立されていた。一つは宇治川電気の関係者が中心となって設立した日本電力で、もう一つは山本条太郎や大阪電灯・京都電灯関係者が設立した日本水力である。3社鼎立の形になったが、翌1920年春に戦後恐慌が発生すると、3社のうち大阪送電と日本水力の合併話が浮上する。同年10月、木曽電気興業に大阪送電・日本水力を加えた3社の合併が決定し、翌1921年（大正10年）2月25日付で合併が成立して資本金1億円の大同電力株式会社が発足するに至った。社長には京阪電気鉄道社長の岡崎邦輔を推す声があったが、桃介が自分でやると言って結局初代社長となった。
一方、木曽電気興業の母体である名古屋電灯は、1921年10月18日付で関西水力電気との合併が成立し、資本金約7000万円の関西電気株式会社へと発展した。同社経営陣はほぼ旧名古屋電灯のままであり、従って桃介が社長を務める。しかし翌11月17日、桃介は突如新聞紙上で関西電気社長の辞任を発表した。辞任理由については関西電気の地盤が固まったのを機に後身に道を譲るため、また大同電力など新設会社の経営に専念するためと述べている。ただし同時代の名古屋の実業家青木鎌太郎によると、桃介の退陣は名古屋市会における「電政派」問題の責任をとったことも一因と見られるという。この「電政派」というのは元社長の加藤重三郎や副社長の下出民義など市会議員のうち名古屋電灯関係者が作る派閥であった。この派閥は市政掌握を狙って市長の座を狙い、1921年6月に現職市長佐藤孝三郎への不信任案を可決して自派の大喜多寅之助を市長に就任させたが、この行動が野党や市民からの強い批判を招いていたのである。
1921年12月23日に開かれた株主総会をもって桃介は副社長の下出民義とともに関西電気社長を辞任。この段階ですでに前述の九州電灯鉄道との合併が内定しており、九州電灯鉄道社長伊丹弥太郎と同社常務取締役松永安左エ門がそれぞれ関西電気の後任社長・副社長に就任した。辞任した桃介は改めて相談役に就いている。そして翌1922年（大正11年）には関西電気と九州電灯鉄道の合併が成立、中京地方と九州地方を供給区域に持つ資本金1億円超の電力会社東邦電力株式会社が発足した。

#### 電源開発の進展

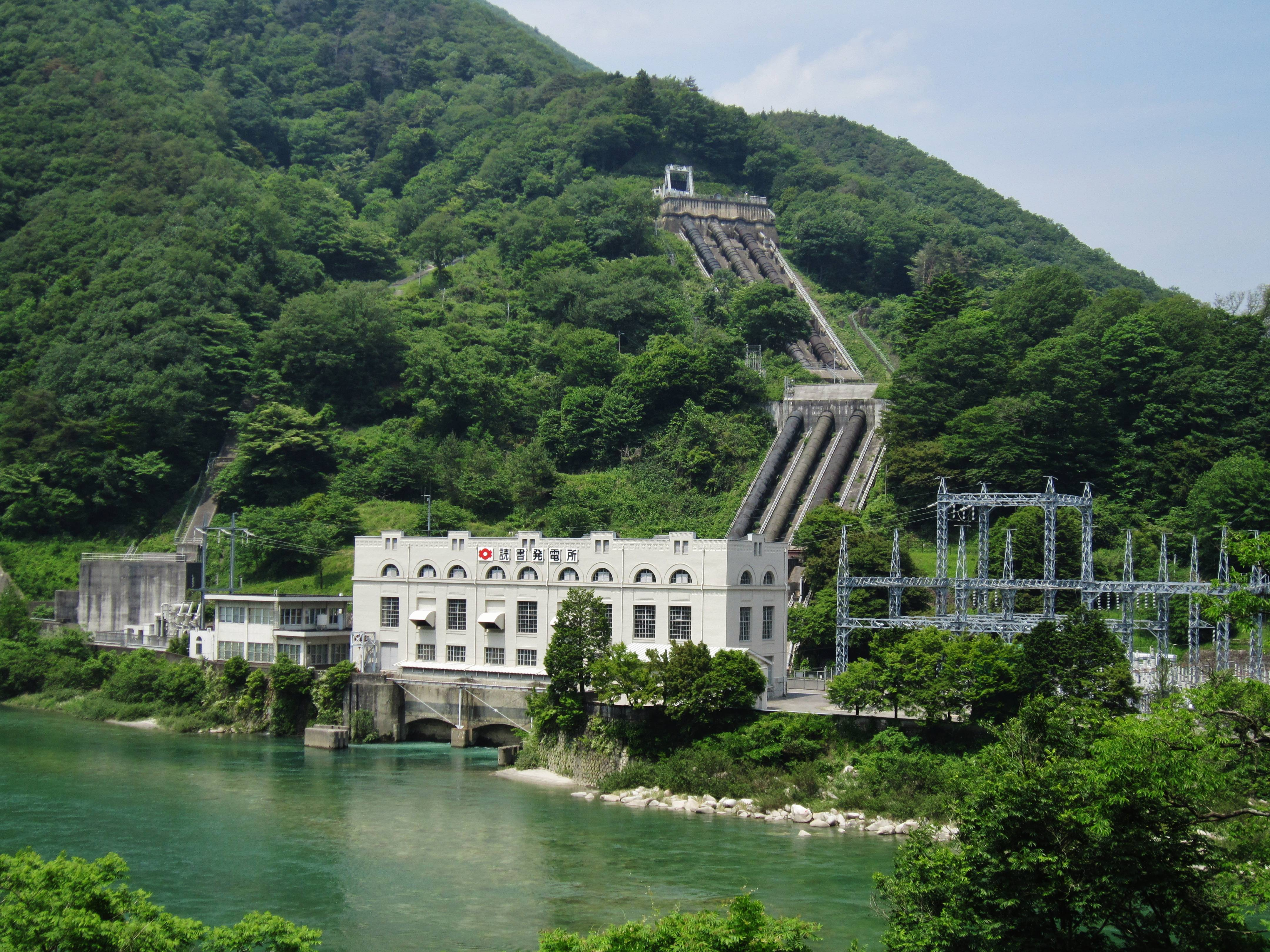
大同電力が建設した読書発電所

木曽川開発については大同電力成立後も着実に進展した。木曽電気興業時代に木曽川の賤母発電所（出力1万4700キロワット）と矢作川の串原発電所（出力6,000キロワット）が運転を開始していたが、大同電力発足から1926年（大正15年）までに以下の発電所が木曽川に建設された。
- 大桑発電所 - 1921年8月運転開始、出力1万1000キロワット
- 須原発電所 - 1922年7月竣工、出力9,200キロワット
- 桃山発電所 - 1923年12月竣工、出力2万3100キロワット
- 読書発電所 - 1923年12月竣工、出力4万700キロワット
- 大井発電所 - 1924年12月竣工、出力4万2900キロワット
- 落合発電所 - 1926年12月竣工、出力1万4700キロワット

発電所群以外にも大同電力は、大阪市近郊に変電所を設置して1922年7月より関西地方への送電を開始し、1923年12月には木曽から大阪まで亘長200キロメートルを超える長距離送電線を完成させた。また、1923年10月、大阪電灯が大阪市によって市営化された際には、市営化の対象から外れた残余資産を大阪電灯から買収し、関西方面における地盤を強化。翌1924年2月には、関西地方の大手電力会社である宇治川電気と供給契約を締結し、宇治川電気に15万キロワットに及ぶ大量受電を契約させることに成功した。
これらの木曽川開発について、桃介自身は後年、次のように語っている。
「木曽川は、上流に貯水池が出来る。途中非常な急勾配があって水路式発電所が出来る。一番終ひにはダムが出来る。御料林であるから水源は千古に尽きない。而も大阪名古屋のマーケットに近い。恐らく日本の水力地点として、これに越すものはなからう。これを擇んだのは私の卓見で大成功と言へるが、工事を始めるとなると無鉄砲に早くやって、矢張り株主に迷惑をかけたやうなことで、功罪相償って差引き何も残ってゐはしない。」—『福澤桃介翁伝』逸話篇181-182頁

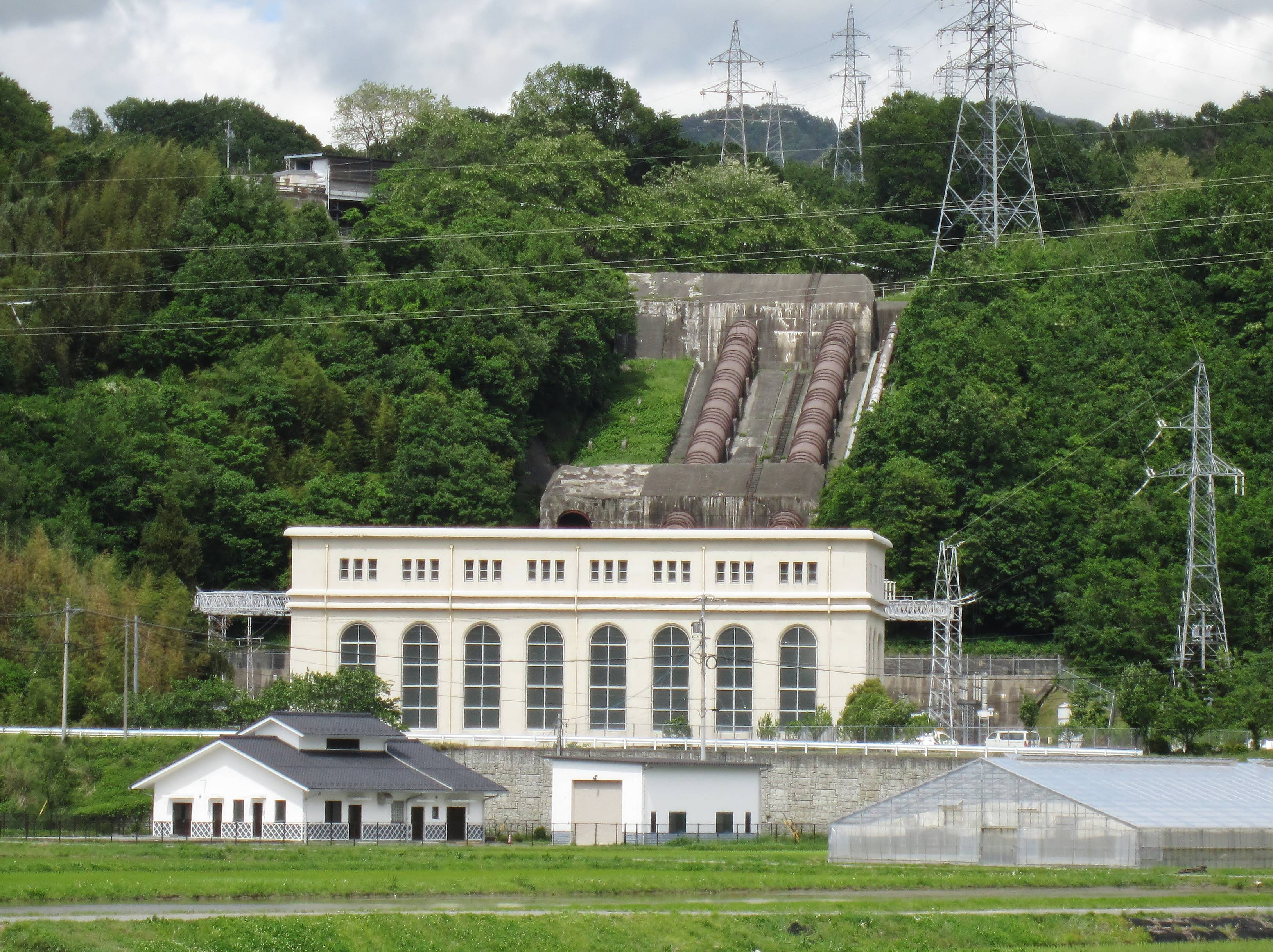
天竜川電力が建設した南向発電所

こうした電源開発に並行して大同電力では多数の傍系会社を立ち上げた。そのうちの一部に桃介も関係しており、電力会社では矢作川水系での電源開発を目的とする尾三電力が1921年7月に設立されると相談役に就任。天竜川開発のため1926年（大正15年）3月に設立された天竜川電力では初代社長となり、北陸地方での電源開発のため1926年（昭和元年）12月に発足した昭和電力では相談役となった。その他事業会社では、1921年11月、旧木曽電気製鉄に由来する鉄鋼事業を分離して発足した大同製鋼（初代）にて初代社長に就任する。ただし在任期間は短く翌1922年7月に電気製鋼所の鉄鋼事業を統合して大同電気製鋼所となるに際し退いた。また大同製鋼と同時設立の大同肥料では取締役として入った（初代社長山本条太郎）が、1927年（昭和2年）11月に社長となった。1922年2月に設立された北恵那鉄道（現・北恵那交通）でも社長を務める。
また相談役を務める東邦電力でも傍系会社に関係があり、1922年10月、東邦電力の全額出資で償却金の社外留保・運用を目的とする東邦貯蓄が設立されると代表取締役に就いた。代表取締役在任は1925年6月までの2年半である。また九州電灯鉄道関係者によって設立された筑紫電気軌道（1922年6月九州鉄道と改称）が関西電気に株式を持たせる形の増資を決議した1922年2月の株主総会において、同時に役員改選が行われた際に、桃介も取締役の一人となった。ただし在任期間は翌1923年6月までと短い。なお1928年（昭和3年）1月17日付で東邦電力相談役を退いている。
1928年6月、桃介は大同電力副社長の増田次郎に対し、自身の体調がすぐれず社長職に留まっては株主にも迷惑をかける、電源開発が一段落し外債発行にも成功したため良い機会だと思う、と辞意を表明し、9日付で大同電力取締役社長を辞任した。増田は26日付で後任社長に就任している。傍系会社では同じく6月9日付で天竜川電力社長を辞任。北恵那鉄道社長からは28日の総会をもって退き、8月大同肥料社長も辞任した。
桃介が退いた後の大同電力は増田次郎が社長として率いていくが、桃介死後の1938年（昭和13年）に「電力管理法」が成立して翌年国策会社日本発送電が発足すると、1939年（昭和14年）4月同社に合流して解散した。また松永安左エ門に譲っていた東邦電力も電力管理法とそれに続いて成立した「配電統制令」により設備を日本発送電や国策配電会社へと出資し、1942年（昭和17年）4月に解散、大同と同じく姿を消した。

## 年譜
| 慶應4年6月25日 （新暦：1868年8月13日） | 慶應4年6月25日 （新暦：1868年8月13日） | 武蔵国横見郡荒子村（現・埼玉県比企郡吉見町大字荒子）に出生。旧姓：岩崎。                |
| 1874年（明治7年）                      |                                        | 埼玉県入間郡川越町（現・川越市）に転居。                                                |
| 1883年（明治16年）                     | 夏                                     | 上京し慶應義塾入学。                                                                    |
| 1886年（明治19年）                     | 12月17日                               | 福澤諭吉次女の福澤房との結婚を前提に福澤家へ養子入り。                                  |
| 1887年（明治20年）                     | 2月2日                                 | 横浜港よりアメリカ留学へ出発。                                                          |
| 1889年（明治22年）                     | 11月15日                               | アメリカ留学より帰国。                                                                  |
| 1889年（明治22年）                     | 12月31日                               | 北海道炭礦鉄道（後の北海道炭礦汽船）へ入社。                                            |
| 1894年（明治27年）                     | 夏                                     | 結核を発症、静養を余儀なくされる。静養中に株式投資を始める。                            |
| 1895年（明治28年）                     | 10月18日                               | 北海道炭礦鉄道を退社。                                                                  |
| 1898年（明治31年）                     | 9月24日                                | 王子製紙取締役就任。                                                                    |
| 1899年（明治32年）                     |                                        | 貿易商「丸三商店」を立ち上げるが失敗。                                                  |
| 1900年（明治33年）                     | 7月19日                                | 王子製紙取締役辞任。                                                                    |
| 1901年（明治34年）                     | 7月5日                                 | 井上角五郎の誘いで北海道炭礦鉄道に復帰。                                                |
| 1906年（明治39年）                     | 春                                     | このころから株式投資を本格化し翌年春にかけての株高で財を成す。                          |
| 1906年（明治39年）                     | 10月7日                                | 日本第一麦酒取締役就任（1907年1月退任）。                                               |
| 1906年（明治39年）                     | 10月15日                               | 北海道炭礦汽船を再退社。                                                                |
| 1906年（明治39年）                     | 10月19日                               | 帝国肥料設立に伴い取締役就任（1908年8月大日本人造肥料に合併）。                         |
| 1907年（明治40年）                     | 1月26日                                | 日清紡績設立に伴い専務取締役就任。                                                      |
| 1907年（明治40年）                     | 2月28日                                | 帝国劇場株式会社設立に伴い取締役就任                                                    |
| 1908年（明治41年）                     | 7月30日                                | 豊橋電気取締役就任（のち社長）。                                                        |
| 1909年（明治42年）                     | 8月31日                                | 福博電気軌道設立に伴い取締役社長就任。                                                  |
| 1910年（明治43年）                     | 1月28日                                | 名古屋電灯取締役就任（6月1日常務就任）。                                                |
| 1910年（明治43年）                     | 4月2日                                 | 日清紡績専務取締役辞任。                                                                |
| 1910年（明治43年）                     | 4月28日                                | 日本瓦斯設立に伴い取締役社長就任。                                                      |
| 1910年（明治43年）                     | 9月5日                                 | 九州電気設立に伴い取締役就任。                                                          |
| 1910年（明治43年）                     | 11月25日                               | 名古屋電灯常務辞任（取締役には留任）。                                                  |
| 1911年（明治44年）                     | 3月15日                                | 四国水力電気取締役社長就任。                                                            |
| 1911年（明治44年）                     | 5月8日                                 | 浜田電気設立に伴い取締役社長就任。                                                      |
| 1911年（明治44年）                     | 6月26日                                | 野田電気設立に伴い取締役社長就任。                                                      |
| 1911年（明治44年）                     | 11月2日                                | 博多電灯と福博電気軌道の合併が成立し博多電灯軌道が発足、相談役就任。                    |
| 1912年（明治45年）                     | 5月15日                                | 第11回総選挙に当選し衆議院議員（立憲政友会所属）となる。                                |
| 1912年（明治45年）                     | 6月29日                                | 博多電灯軌道・九州電気の合併が成立し九州電灯鉄道が発足、引き続き相談役となる。          |
| 1912年（大正元年）                     | 10月17日                               | 佐世保電気設立に伴い取締役社長就任（翌年11月九州電灯鉄道と合併）。                      |
| 1913年（大正2年）                      | 1月27日                                | 名古屋電灯常務復帰。                                                                    |
| 1913年（大正2年）                      | 2月24日                                | 立憲政友会を離党し政友倶楽部に参加（ただし12月以降無所属）。                            |
| 1913年（大正2年）                      | 6月2日                                 | 新潟瓦斯（初代）と千葉瓦斯合併により合同瓦斯（後の2代目新潟瓦斯）設立、取締役社長就任。 |
| 1913年（大正2年）                      | 8月17日                                | 九州・山口県のガス会社10社の合併により西部合同瓦斯設立、取締役社長就任。                |
| 1914年（大正3年）                      | 8月16日                                | 愛知電気鉄道取締役就任（19日より社長）。                                                |
| 1914年（大正3年）                      | 12月1日                                | 名古屋電灯社長就任。                                                                    |
| 1914年（大正3年）                      | 12月25日                               | 西部合同瓦斯取締役社長辞任。                                                            |
| 1914年（大正3年）                      | 12月25日                               | 衆議院解散。以後衆議院議員には立候補せず。                                              |
| 1916年（大正5年）                      | 6月25日                                | 野田電気取締役辞任。                                                                    |
| 1916年（大正5年）                      | 9月                                    | 浜田電気取締役辞任。                                                                    |
| 1917年（大正6年）                      | 6月4日                                 | 愛知電気鉄道取締役社長辞任。                                                            |
| 1917年（大正6年）                      | 6月25日                                | 四国水力電気社長辞任（取締役には留任）。                                                |
| 1917年（大正6年）                      | 9月27日                                | 電気製鋼所（後の木曽川電力）取締役社長就任。                                            |
| 1918年（大正7年）                      | 9月8日                                 | 木曽電気製鉄（後の木曽電気興業）設立に伴い取締役社長就任。                              |
| 1919年（大正8年）                      | 3月3日                                 | 矢作水力設立に伴い相談役就任。                                                          |
| 1919年（大正8年）                      | 6月28日                                | 白山水力設立に伴い相談役就任。                                                          |
| 1919年（大正8年）                      | 9月8日                                 | 東海道電気鉄道設立に伴い取締役社長就任。                                                |
| 1919年（大正8年）                      | 11月8日                                | 大阪送電設立に伴い取締役社長就任。                                                      |
| 1920年（大正9年）                      | 12月10日                               | 四国水力電気取締役辞任。                                                                |
| 1921年（大正10年）                     | 2月25日                                | 大阪送電と木曽電気興業・日本水力の合併により大同電力成立、引き続き取締役社長在任。      |
| 1921年（大正10年）                     | 3月23日                                | 濃飛電気設立に伴い相談役就任。                                                          |
| 1921年（大正10年）                     | 4月20日                                | 名古屋電灯が豊橋電気を合併。                                                            |
| 1921年（大正10年）                     | 4月29日                                | 関西水力電気取締役就任。                                                                |
| 1921年（大正10年）                     | 7月30日                                | 大同電力傍系の尾三電力設立に伴い相談役就任。                                            |
| 1921年（大正10年）                     | 10月18日                               | 関西水力電気・名古屋電灯の合併により関西電気成立、社長就任。                            |
| 1921年（大正10年）                     | 11月17日                               | 大同電力傍系の大同製鋼（初代）設立に伴い取締役社長就任。                                |
| 1921年（大正10年）                     | 11月17日                               | 大同電力傍系の大同肥料設立に伴い取締役就任。                                            |
| 1921年（大正10年）                     | 12月23日                               | 関西電気取締役社長辞任、相談役となる（同社は翌年6月東邦電力へ改称）。                   |
| 1922年（大正11年）                     | 2月15日                                | 大同電力傍系の北恵那鉄道設立に伴い取締役社長就任。                                      |
| 1922年（大正11年）                     | 7月8日                                 | 東海道電気鉄道は愛知電気鉄道に合併。                                                    |
| 1922年（大正11年）                     | 7月28日                                | 大同製鋼取締役社長辞任。                                                                |
| 1922年（大正11年）                     | 8月25日                                | 豊国セメント取締役社長就任。                                                            |
| 1924年（大正13年）                     | 5月13日                                | 横浜港より大同電力外債交渉のためアメリカ・ニューヨークへ出発。                          |
| 1924年（大正13年）                     | 6月8日                                 | ユニオン大学より理学博士の学位が贈られる。                                              |
| 1924年（大正13年）                     | 7月18日                                | 大同電力外債発行契約調印。                                                              |
| 1924年（大正13年）                     | 8月23日                                | アメリカより帰国。                                                                      |
| 1924年（大正13年）                     | 12月25日                               | 四国水力電気取締役再任。                                                                |
| 1925年（大正14年）                     | 10月9日                                | 日本瓦斯会社解散。同年新潟瓦斯社長も辞任。                                              |
| 1926年（大正15年）                     | 3月5日                                 | 大同電力傍系の天竜川電力設立に伴い取締役社長就任。                                      |
| 1926年（大正15年）                     | 4月9日                                 | 帝国劇場会長就任。                                                                      |
| 1926年（昭和元年）                     | 12月27日                               | 大同電力傍系の昭和電力設立に伴い相談役就任。                                            |
| 1927年（昭和2年）                      | 11月26日                               | 大同肥料社長就任。                                                                      |
| 1928年（昭和3年）                      | 1月17日                                | 東邦電力相談役辞任                                                                      |
| 1928年（昭和3年）                      | 3月28日                                | 帝国劇場会長辞任（取締役には留任）。                                                    |
| 1928年（昭和3年）                      | 6月6日                                 | 実業界引退を宣言。                                                                      |
| 1928年（昭和3年）                      | 6月9日                                 | 大同電力取締役社長・天竜川電力取締役社長辞任。                                          |
| 1928年（昭和3年）                      | 6月28日                                | 北恵那鉄道取締役社長退任。                                                              |
| 1928年（昭和3年）                      | 8月7日                                 | 帝国劇場取締役辞任                                                                      |
| 1928年（昭和3年）                      | 8月17日                                | 大同肥料取締役社長辞任。                                                                |
| 1928年（昭和3年）                      | 11月8日                                | 豊国セメント取締役社長辞任。                                                            |
| 1928年（昭和3年）                      | 11月26日                               | 木曽川電力取締役社長退任                                                                |
| 1928年（昭和3年）                      | 12月26日                               | 四国水力電気取締役辞任。                                                                |
| 1930年（昭和5年）                      | 11月26日                               | 豊国セメント取締役社長に復帰。                                                          |
| 1932年（昭和7年）                      | 8月11日                                | 豊国セメント取締役社長辞任。                                                            |
| 1938年（昭和13年）                     | 2月15日                                | 東京渋谷の本邸にて死去。満69歳没。                                                      |

## 人物

### 人物評
桃介は北海道炭礦鉄道勤めを振り出しに丸三商会の旗揚げ、王子製紙入り、再度の北海道炭礦鉄道勤めを経て、事業界に入っても紡績・肥料・ビール・ガス・鉱山・農場と幅広く事業に手を出し、電気事業に参入してからも複数の企業を渡り歩いた。名古屋電灯を経営している際、同社は十五銀行系列の丁酉銀行から資金を借り入れたが、桃介は同行の経営者で親友の成瀬正恭から融資に対する個人保証を要求されたことがあった。これについて後年この理由を成瀬は次のように回想している。
「福澤ほど事業転換の頻繁な人は珍しい。その福澤を信用して金を貸して置いて、本人が例の通り颯々と尻に帆かけて他の事業に転換されては貸した方が堪まらぬ。即ち珍保証（注：前掲の個人保証を指す）は福澤を名古屋電灯に繋ぎ留めて容易に転換を許さぬ為の要求であった。」—成瀬正恭、『福澤桃介翁伝』145頁
このような評価は他にもあり、丸三商会を旗揚げ（1899年）した際に松永安左エ門を日本銀行から引き抜いた（そもそも日本銀行入社の経緯が桃介の推薦である）が、松永が移籍のために日本銀行を辞職する際、総裁の山本達雄から、一緒に仕事をしようとしている桃介は尻の据わらぬ人だから冷静に考えるように、と引き止められたという。
衆議院議員に当選（1912年）した際、新人議員紹介で新聞に以下のように紹介された。
「日露戦後成金続出の時代にメキメキと名を揚げた成金党の旗頭、と云って他のガリガリ連の様な嫌味のある人物ではさらさらない。風采は瀟洒、眉目は清秀、挙動言語は軽快、明晰腹の底にもさっぱりした所がある。誰にも好かれる人物で故福澤翁に見抜かれたのも無理ではない。福澤翁の金力主義を極端に実地にやってのける主義、拝金主義精力主義奮闘主義の権化と見られ一部の青年間には成功者として羨望せらる。そこで自ら「桃介式」などといふ書物を著はして青年の心を釣って居る。」—「新顔代議士伝 福澤桃介」『読売新聞』1912年5月22日付朝刊
ただし正反対の評価もあり、この頃に博文館という出版社に所属していた岡本学によると、岡本が桃介の本を出版しようと話を上司に持ちかけると、当時桃介の評判は良いものではないので店の沽券に関わる、として問題にされなかったという。その後、他の出版社から『富の成功』（1911年）という著書が出版された。なお後年、大同電力社長在任中にも、評論家の湯本城川に「あんたが今日傍若無人の振舞をしても、誰れも何んとも云はぬのは、あんたが偉いのではない、死んだ諭吉翁が偉いからですぜ、高慢ちきな鼻をあんまり動かすとヘシ折られますぜ」と評されている。
名古屋電灯を経営したものの、本人も自覚するように地元財界と折り合いが悪かった。名古屋財界人との関係については、
「名古屋人は郷土観念が強い（中略）外来の事業家の如き、小癪なる侵入者として白眼をもって見られねばならぬ。現に電気王福澤桃介君、名古屋財界の雄として、天下の誰もが指を第一に屈するはずのところ肝心の名古屋では鼻汁もひっかけられぬ有様、『ああ、あの香具師か』で、極めて簡単に片づけられている」—草田生、「排外心と土地熱 名古屋人気質のこと」『大阪朝日新聞』1925年8月11日付
と評された。一方、大阪財界とは太田光熈や島徳蔵らと大同電力を経営したが、その太田によると、桃介と組んで大阪送電を設立（1919年）した際、自身で経営する京阪電気鉄道以外にも大阪送電に参加する（大阪の）郊外電鉄があった方が有利であろうと考えたので各社の重役に声をかけたが、桃介のような者と一緒に仕事をすると今後どういう結果を招くか測り難いから十分警戒するように、と真面目に忠告してきた人物がいたという。

### 親類縁者

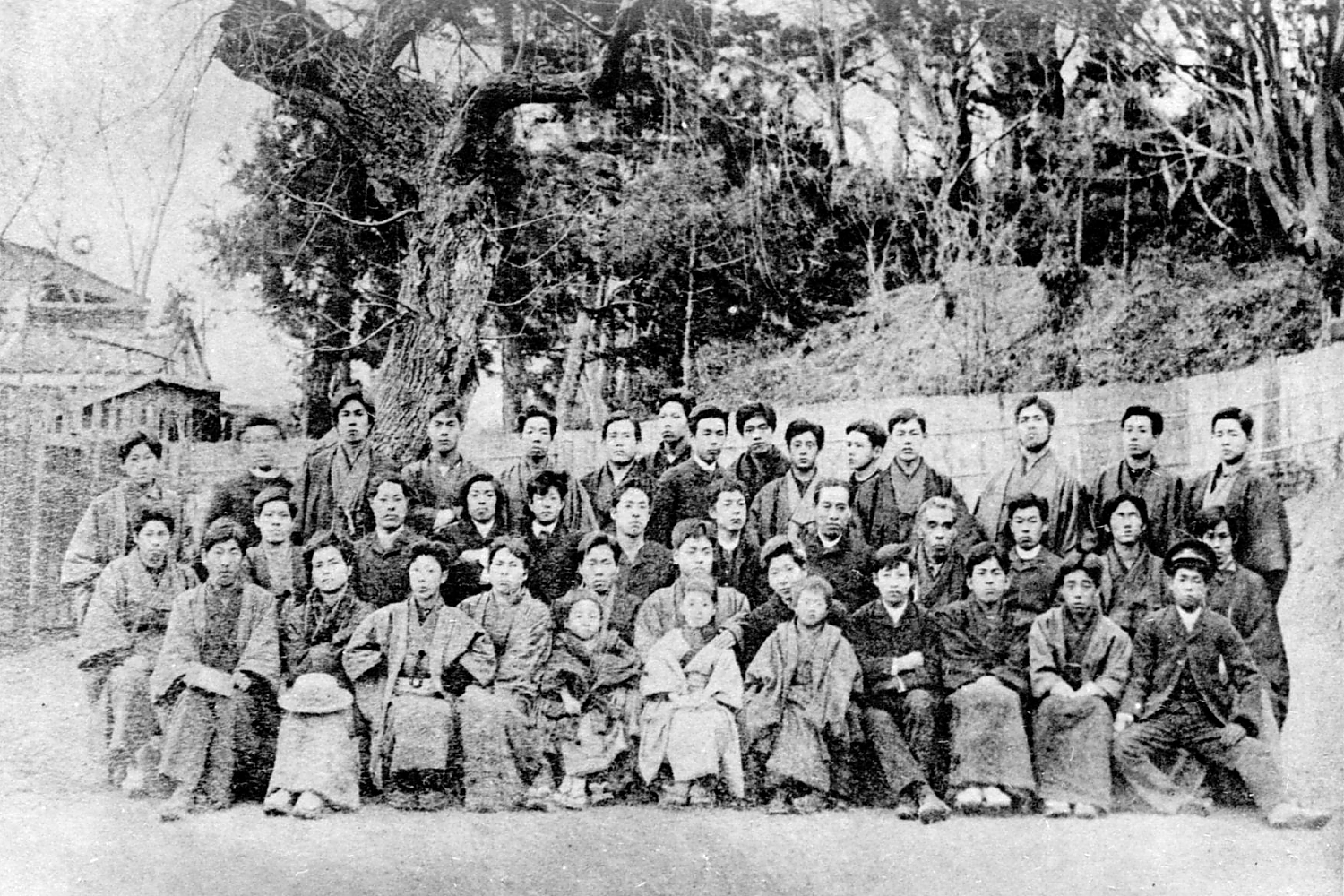
洋行送別の際に撮影（1887年）。2列目の右から5番目に福澤諭吉で、その左隣に桃介、右隣に実父岩崎紀一。

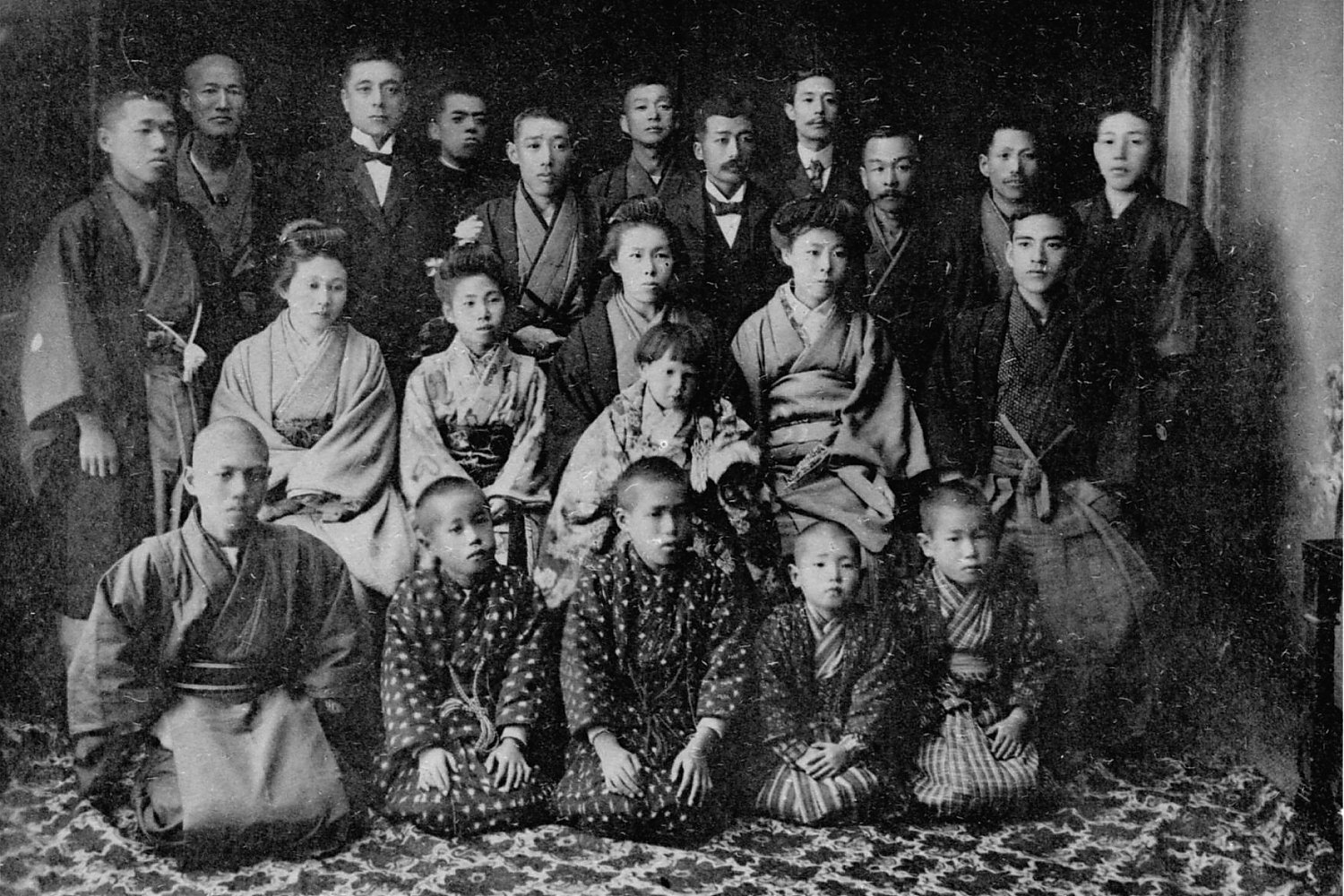
1910年撮影。3列目の左から3番目が福澤桃介。桃介の2つ右隣は兄の岩崎育太郎、2列目の右端は弟の岩崎紀博、2列目の右から2番目は妹の杉浦翠子でその上（3列目の右から4番目）は翠子の夫の杉浦非水。

実父母
- 父：岩崎紀一
- 母：岩崎サダ

岩崎家は伝承によれば清和源氏の末裔で、武田勝頼に仕えていたが甲斐国から移って武蔵国に土着したとされる。生家は末端の分家で、横見郡荒子村（現・埼玉県比企郡吉見町）にわずかな土地のみをもつ水呑百姓であった。父紀一は岩崎家の婿養子で、実家の矢部家は北足立郡原市町（現・上尾市）の名主の家であったが、次男ということで婿に出された。父紀一は1887年（明治20年）11月、母サダは翌年2月、ともに桃介が米国留学中に死去している。
兄弟
男3人、女3人の6人兄弟で、育太郎・桃介・れん・てる・紀博・すい、という順に生まれている。
- 兄：岩崎育太郎 - 洋品商、川越商業会議所副会頭。息子に洋画家の岩崎勝平。
- 弟：岩崎紀博 - 書道家。
- 妹：杉浦翠子（旧名：岩崎翠） - 歌人。洋画家杉浦非水の妻。

福澤家関連
- 妻：福澤房 - 福澤諭吉次女。1870年（明治3年）7月生まれ。
- 義父：福澤諭吉
- 義母：福澤錦

1886年（明治19年）12月に福澤諭吉の養子となり、1889年（明治22年）12月に房と結婚の上分家した。
子
妻房との間に2人の息子をもうけている。
- 福澤駒吉 - 長男、実業家。1891年（明治24年）1月生まれ。
- 福澤辰三 - 次男。1892年（明治25年）3月生まれ。

### 邸宅

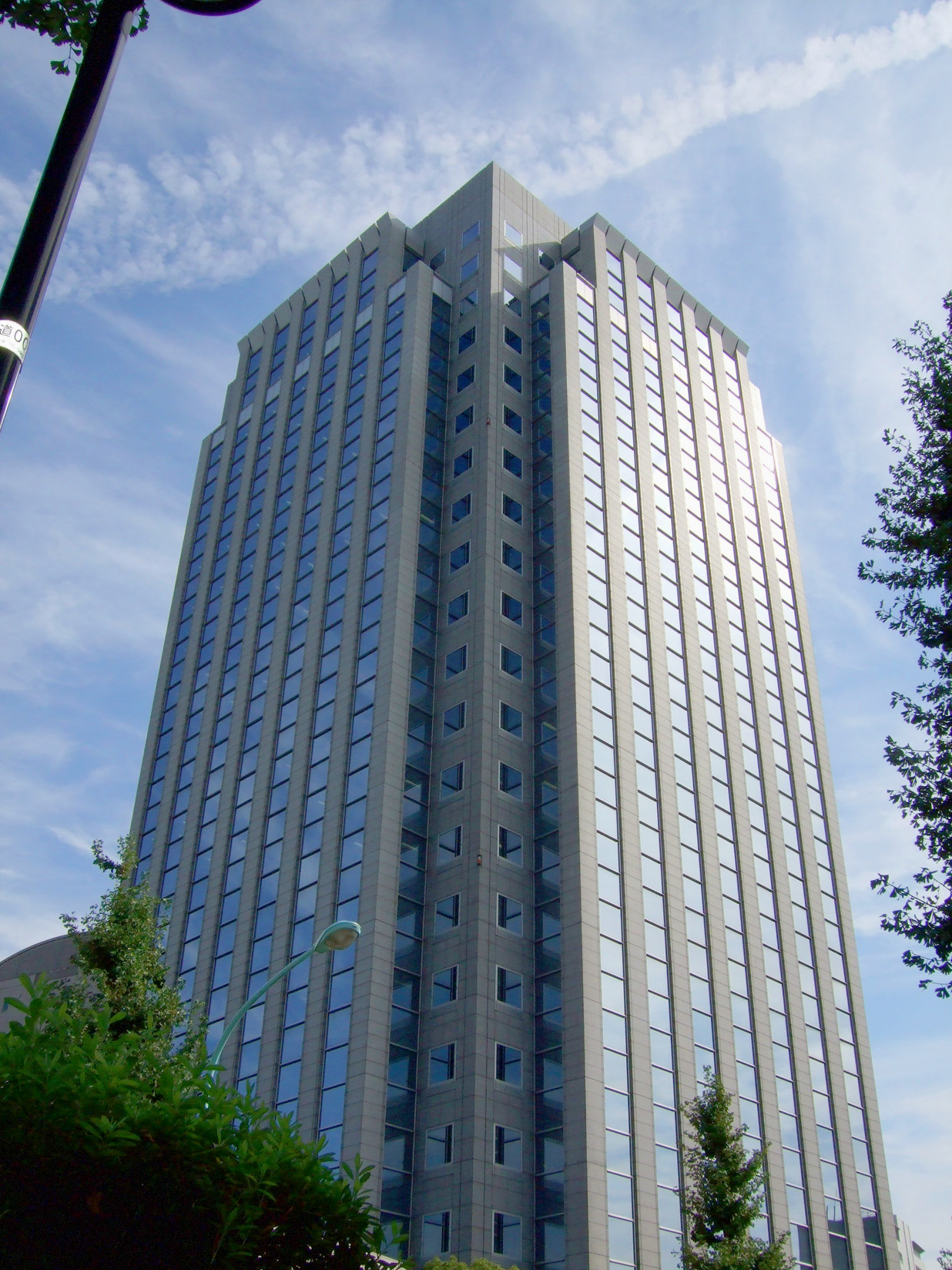
本邸跡に建つ恵比寿プライムスクエア

本邸
本邸は東京市渋谷区上智町（現・東京都渋谷区広尾一丁目）にあった。土地は諭吉が購入し、房が相続したもの。高台にあり、付近一帯は「福澤山」と呼ばれた。
本邸敷地は道路が通された一部を除き1946年（昭和21年）に千代田生命保険が福澤家から購入し、庭の一部をそのまま残して研修センターを建設した。この研修センターは1993年（平成5年）になって同社により再開発され、跡地に1997年（平成9年）「恵比寿プライムスクエア」が竣工している。
別邸「桃水荘」
1926年（大正15年）5月、千代田区永田町に別邸「桃水荘」を新築した。外堀通りに沿い、日枝神社の森を背にする場所で、住居表示実施後の永田町二丁目11番のあたりにあった。

### 川上貞奴との関係

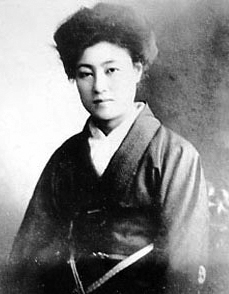
川上貞奴

桃介は後半生、川上音二郎（1911年死去）の未亡人で女優の川上貞奴を伴侶とし、どこへ行くにも貞奴を連れていたという。
読書発電所や大井発電所の建設中、木曽の三留野（現・南木曽町）に山荘を構え、ここから現場を指揮していた。山中の不便な山荘であったが、桃介が訪れるときは必ず貞奴も同伴して滞在した。まだ大井ダムの建設中には、桃介が従業員の指揮を鼓舞するために資材牽引用の空中ケーブルで谷底へ下りるという危険な芸当を行ったことがあったが、この時同伴していた貞奴も一緒に谷底へ下りたというエピソードがある。
これより先、桃介が名古屋電灯社長時代であった頃、桃介は名古屋の東二葉町に和洋折衷の邸宅（通称「二葉御殿」）を建設し、貞奴とともに暮らした。桃介が財界から引退した後も桃介の別邸「桃水荘」にてともに暮らしている。

## 栄典
- 1916年（大正5年）4月1日 - 勲四等瑞宝章受章[66][226]。
- 1928年（昭和3年）9月29日 - 勲三等旭日中綬章受章[115][227]。

## 書籍

### 著書
- 『富の成功』東亜堂書房、1911年9月。NDLJP:803463。
- 『桃介式』実業之世界社、1911年10月。NDLJP:758411。
  - 『福沢桃介式比類なき大実業家のメッセージ』パンローリング〈PanRollingLibrary 34〉、2009年6月。ISBN 9784775930717。（『桃介式』の改題・現代語編集）
- 『無遠慮に申上候』実業之世界社、1912年10月。NDLJP:946217。
- 『欧米株式活歴史』池田藤四郎、1912年10月。NDLJP:946196。
- 『桃介は斯くの如し』星文館、1913年10月。
- 『予の致富術』東亜堂書房、1916年10月。NDLJP:955805。
- 福沢桃介、岡本学『貯蓄と投資』尚栄堂、1917年1月。NDLJP:955869。
- 『狸の腹つゞみ』昭文堂・文武堂、1917年11月。NDLJP:959095。
- 『金持になる工夫』尚栄堂、1917年。
- 『貧富一新』ダイヤモンド社、1919年5月。NDLJP:958469。
- 『中部日本ニ於ケル水力電気』大同電力、1921年10月。NDLJP:963645。
- 『富の成功 附録株式成功策』富の成功社、1923年6月。
- 『槍ケ岳を中心として』ダイヤモンド社、1924年7月。NDLJP:983069NDLJP:983070。
- 『財界人物我観』ダイヤモンド社、1930年3月。NDLJP:1268829。
  - 『財界人物我観』小島直記監修、平岩外四解説、図書出版社〈経済人叢書〉、1990年3月。ISBN 9784809901461。
- 『桃介夜話』先進社、1931年5月。NDLJP:1280522。
- 『西洋文明の没落東洋文明の勃興』ダイヤモンド社出版部、1932年2月。NDLJP:1130737。
- 『水力開発は刻下の急務なり』福沢桃介、1935年9月。
- 『福沢桃介の人間学』五月書房、1984年12月。ISBN 9784772700184。
- 『福沢桃介の経営学』五月書房、1985年2月。ISBN 9784772700191。

### 伝記
- 大西理平編纂 編『福沢桃介翁伝』福沢桃介翁伝記編纂所、1939年2月。
  - 自伝および評伝双方がある伝記。桃介本人にも読ませる予定で編纂が始まったが桃介死後の1939年に出版。
- 宮寺敏雄『財界の鬼才 福沢桃介の生涯』四季社、1953年12月。
  - 著者の宮寺敏雄は元大同電力取締役。